# Trận Midway
Trận Midway là một trận hải chiến quan trọng trong thế chiến thứ hai tại chiến trường Thái Bình Dương, diễn ra ngày từ ngày 4 tháng 6 – 7 tháng 6 năm 1942. Hai bên tham chiến là hạm đội Nhật Bản và hạm đội Thái Bình Dương của Mỹ với giao tranh giữa 4 tàu sân bay của Hạm đội Hàng không thứ Nhất và 3 tàu sân bay của Lực lượng tác chiến số 16 và 17. Chỉ một tháng sau trận chiến biển Coral quyết định, hải quân Hoa Kỳ đã đánh bại một cuộc tấn công nữa của Hải quân Nhật Bản tại đảo san hô Midway, đánh dấu bước ngoặt trong chiến tranh Thái Bình Dương (1937–1945). Về những hệ quả ngắn hạn và dài hạn mà nó đem lại, nó là một trong những trận chiến hải quân quan trọng nhất ở vùng Thái Bình Dương, và có lẽ trong cả Chiến tranh thế giới thứ hai.
Cuộc tấn công của Nhật vào Midway, cũng gồm một cuộc tấn công thứ hai nữa vào các cứ điểm tại quần đảo Aleut ở Alaska bởi một hạm đội nhỏ hơn, là một kế hoạch của Hải quân Đế quốc Nhật Bản để nhử hạm đội tàu sân bay Mỹ vào một cái bẫy, tiêu diệt một cách có hiệu quả hạm đội Thái Bình Dương Hoa Kỳ, và đảm bảo ưu thế hải quân của Nhật trên Thái Bình Dương ít nhất cho tới cuối năm 1943. Như vậy, việc chiếm Midway sẽ đẩy xa thêm vành đai bảo vệ ra khỏi hòn đảo Nhật Bản. Thành công của chiến dịch này được coi là bước chuẩn bị cho những chiến dịch kế tiếp ở Fiji và Samoa, cũng thúc đẩy chiến dịch đánh chiếm Hawaii. Nếu người Nhật thành công trong mục tiêu Midway, vùng phía đông bắc vành đai Thái Bình Dương sẽ là vùng không có nguy cơ đối với Hải quân Nhật Bản. Nhờ vậy, chiến dịch Midway, cũng như cuộc tấn công Trân Châu Cảng đã mở ra chiến tranh, không phải là một phần của chiến dịch chinh phục nước Mỹ mà là để chiếm lấy sức mạnh chiến lược ở Thái Bình Dương, để người Nhật có thể rảnh tay thành lập vùng bá chủ của họ, được gọi là khối Thịnh vượng chung Đại Đông Á. Trong những hoàn cảnh tốt nhất, họ hy vọng rằng người Mỹ sẽ bắt buộc phải tìm giải pháp đàm phán để chấm dứt Chiến tranh Thái Bình Dương.
Tuy nhiên, như những gì đã xảy ra, trận chiến là một thất bại nặng nề cho người Nhật. Với việc bẻ gãy cuộc tiến công của quân Nhật, Hoa Kỳ đã đạt được thắng lợi quan trọng cho cả cuộc chiến.

## Hoàn cảnh chiến lược
Sau khi mở rộng chiến tranh ở Thái Bình Dương để bao trùm cả các tiền đồn của phương Tây, Đế quốc Nhật Bản đã nhanh chóng đạt được các mục tiêu chiến lược ban đầu, chiếm lấy Philippines, Malayasia, Singapore và đặc biệt là Đông Ấn thuộc Hà Lan (Indonesia ngày nay), nơi có nguồn tài nguyên dầu thiết yếu, vô cùng quan trọng với Nhật Bản. Vì vậy, kế hoạch sơ bộ cho giai đoạn hai của các chiến dịch, dự kiến sẽ được bắt đầu sớm nhất vào tháng 1 năm 1942.
Do những bất đồng đường lối giữa Lục quân Đế quốc (IJA) và Hải quân Đế quốc (IJN) cùng với những đấu đá nội bộ giữa Đại bản doanh Hải quân và hạm đội liên hợp của Đô đốc Yamamoto Isoroku, không có thêm chiến lược mới nào được xây dựng cho tới tháng 4 năm 1942. Đô đốc Yamamoto cuối cùng đã giành chiến thắng trong một cuộc đấu quan trường với lời đe dọa từ chức úp mở. Sau sự kiện này, kế hoạch cho khu vực Trung Thái Bình Dương của Yamamoto được thông qua. Mục tiêu chiến lược chủ yếu của Yamamoto là tiêu diệt lực lượng tàu sân bay Mỹ, thứ mà ông coi là mối đe dọa chính đối với toàn bộ chiến dịch Thái Bình Dương. Mối lo ngại của Yamamoto ngày càng gia tăng khi cuộc không kích Doolittle diễn ra vào ngày 18 tháng 4 năm 1942. Mười sáu máy bay ném bom B-25 Mitchell của Lực lượng Không quân Hoa Kỳ (USAAF), cất cánh từ USS Hornet, oanh tạc các mục tiêu ở Tokyo và một số thành phố khác của Nhật Bản. Cuộc không kích, dù không mang ý nghĩa quân sự đáng kể, nhưng lại là cú sốc lớn đối với người Nhật và phơi bày một lỗ hổng phòng thủ xung quanh các hòn đảo quê nhà của họ cũng như cho thấy lãnh thổ Nhật Bản mong manh như thế nào trước các máy bay ném bom của Hoa Kỳ.
Cuộc tấn công trên, cùng với nhiều đợt đánh nhanh rút gọn khác của các tàu sân bay Mỹ ở Thái Bình Dương, cho thấy chúng vẫn là một mối đe dọa mặc dù khó có nguy cơ leo thang chiến tranh toàn diện. Yamamoto lý luận rằng một cuộc không kích khác vào căn cứ hải quân chính của Hoa Kỳ tại Trân Châu Cảng sẽ khiến toàn bộ hạm đội Mỹ phải ra khơi chiến đấu, bao gồm cả các tàu sân bay. Tuy nhiên, khi xét tới sức mạnh không quân trên bộ của Mỹ ở quần đảo Hawaii, vốn đã được tăng cường kể từ sau cuộc tấn công vào ngày 7 tháng 12 năm ngoái, Yamoto đánh giá việc tấn công trực tiếp vào Trân Châu Cảng là quá rủi ro.
Thay vào đó, Yamamoto chọn Midway, một rạn san hô nhỏ ở cực tây bắc chuỗi đảo Hawaii, khoảng 1.300 dặm (1.100 hải lý; 2.100 km) từ Oahu. Vị trí địa lý này đồng nghĩa với việc Midway nằm ngoài tầm bắn hiệu quả của hầu hết các máy bay Mỹ đóng trên các hòn đảo chính ở Hawaii. Midway không quá quan trọng trong một kế hoạch lớn hơn phục vụ cho ý đồ của người Nhật, nhưng họ cảm thấy rằng người Mỹ sẽ coi Midway là một tiền đồn quan trọng của Trân Châu Cảng và do đó sẽ ra sức bảo vệ nơi này. Người Mỹ thực sự đánh giá Midway là một cứ điểm thiết yếu. Sau cuộc chiến, họ thành lập một căn cứ tàu ngầm ở Midway, cho phép các tàu ngầm từ Trân Châu Cảng có thể được tiếp nhiên liệu và tái cung cấp lương thực, mở rộng bán kính hoạt động của chúng thêm 1.200 dặm (1.900 km). Ngoài việc đóng vai trò như một căn cứ thủy phi cơ, các đường băng ở Midway còn là điểm tập kết tiền phương cho các cuộc tấn công vào đảo Wake của máy bay ném bom.

## Kế hoạch

### Đế quốc Nhật Bản

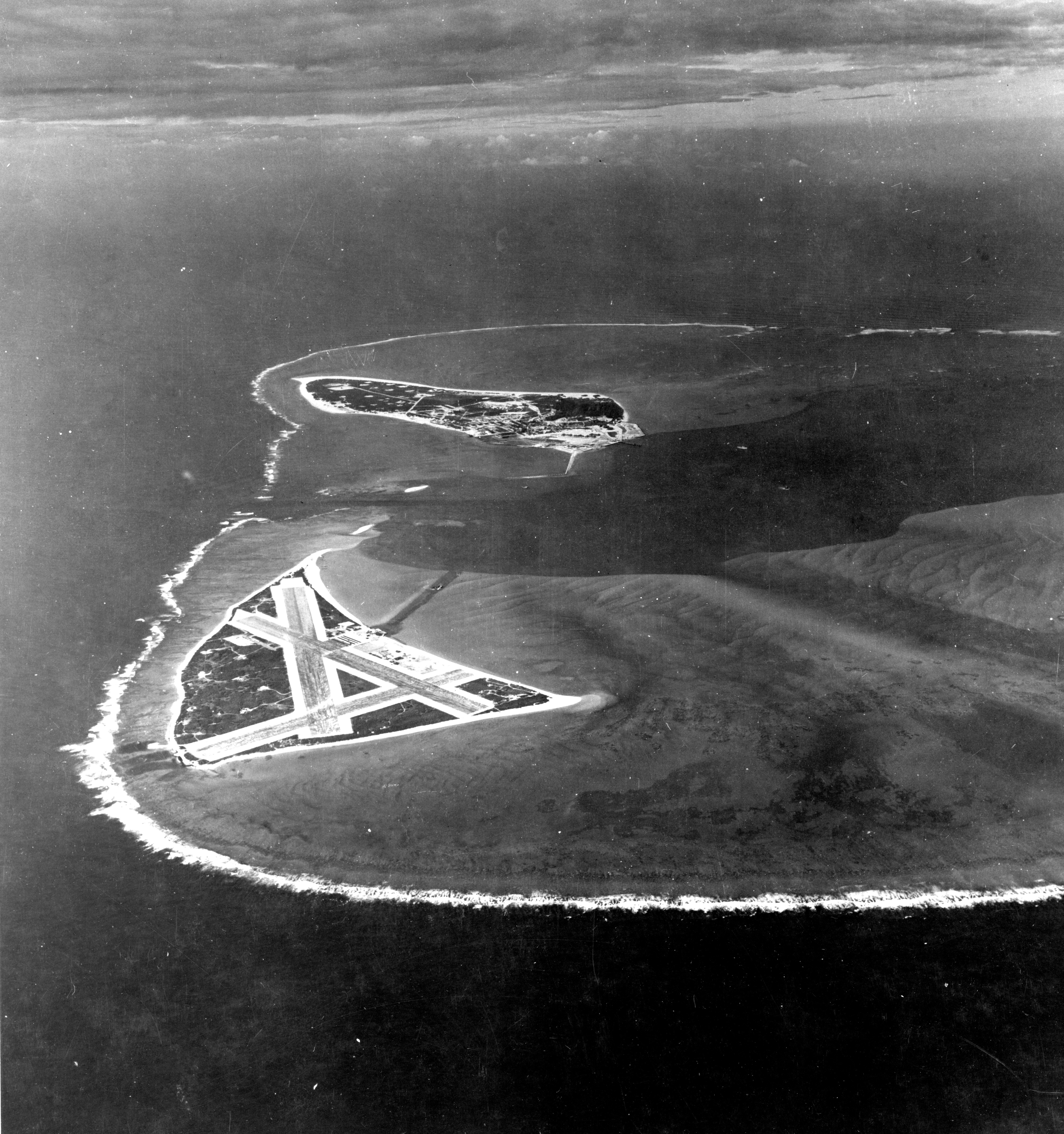
Hình đảo san hô Midway, vài tháng trước trận đánh.

Tương tự như các kế hoạch hải quân của Nhật Bản trong Thế chiến thứ 2, kế hoạch đánh chiếm Midway (chiến dịch MI) của Yamamoto cực kỳ phức tạp. Nó đòi hỏi sự phối hợp cẩn thận và kịp thời của nhiều nhóm chiến đấu trên khắp hàng trăm dặm biển khơi. Mưu đồ của Yamamoto dựa trên những thông tin tình báo lạc quan cho rằng USS Enterprise và USS Hornet, cấu thành Đội đặc nhiệm 16, là hai tàu sân bay duy nhất mà Hạm đội Thái Bình Dương Hoa Kỳ sẵn có. Trong trận biển San Hô một tháng trước, USS Lexington bị đánh chìm còn USS Yorktown thì chịu thiệt hại nặng đến mức người Nhật tin rằng nó cũng đã nằm dưới đáy biển. Tuy nhiên, sau khi được sửa chữa vội vàng tại Trân Châu Cảng, Yorktown vẫn xuất kích, đóng một vai trò quan trọng trong việc phát hiện và phá hủy các tàu sân bay của Nhật Bản. Cuối cùng, phần lớn kế hoạch của Yamamoto, khớp với cảm giác chung của giới lãnh đạo Nhật vào thời điểm đó, dựa trên những đánh giá sai lầm về tinh thần của người Mỹ, vốn được cho là đã suy yếu kể từ chuỗi chiến thắng cùa người Nhật trong những tháng trước.
Yamamoto cảm thấy sẽ cần phải có một chút trí trá để lôi kéo hạm đội Hoa Kỳ vào một tình thế nguy hiểm chết người. Vì vậy, Yamamoto quyết định phân tán các lực lượng, để tất cả (đặc biệt là các thiết giáp hạm của ông) nằm ngoài tầm mắt của người Mỹ trước trận đánh. Một điểm quan trọng là các thiết giáp hạm hỗ trợ và tàu tuần dương của Yamamoto sẽ phải theo sau lực lượng tàu sân bay của Phó đô đốc Chuichi Nagumo cách khoảng vài trăm dặm. Họ dự định có mặt và tiêu diệt bất cứ phần tử nào của hạm đội Hoa Kỳ đến phòng thủ ở Midway, một khi các tàu sân bay của Nagumo đã làm chúng suy yếu, đủ cho một trận đấu hỏa lực giữa ban ngày. Chiến thuật trên là một học thuyết được áp dụng trong hầu hết các lực lượng hải quân lớn đương thời.
Không may cho người Nhật, vì nhấn mạnh tới yếu tố bí mật và việc phân chia lực lượng của họ đồng nghĩa với việc không một lực lượng nào trong hạm đội của họ có thể giúp đỡ được nhau. Ví dụ, Nagumo không có được khả năng trinh sát từ các máy bay trinh sát do các tàu tuần dương và thiết giáp hạm, cũng như thiếu yểm trợ phòng không từ các tàu chiến thuộc các thê đội phía sau (gồm hai tàu sân bay hạng nhẹ, năm thiết giáp hạm, bốn tàu tuần dương hạng nặng và hai tàu tuần dương hạng nhẹ), và nó đã dẫn tới sự chôn vùi lực lượng tàu sân bay của Nagumo trong cuộc chiến.
Kế hoạch của Yamamoto cũng xác nhận thông tin tình báo cho rằng chiếc USS Enterprise và USS Hornet, thuộc Lực lượng Đặc nhiệm 16 là những chiếc tàu duy nhất đang hoạt động thuộc các lực lượng Thái Bình Dương của Mỹ ở thời điểm đó. USS Lexington đã bị đánh chìm và USS Yorktown bị hư hỏng nặng (và họ tin rằng nó đã chìm) tại trận biển Coral chỉ một tháng trước, và người Nhật tin rằng chiếc USS Saratoga đang được sửa chữa ở bờ biển phía tây nước Mỹ sau khi bị trúng ngư lôi làm hư hại.
Lực lượng tấn công tàu sân bay của Nhật gồm 248 máy bay trên bốn tàu sân bay (60 trên Akagi, 74 trên Kaga, 57 trên Hiryū và 57 trên Sōryū), cộng với 16 máy bay trinh sát của các thiết giáp hạm và tàu tuần dương. Máy bay tấn công chủ lực của tàu sân bay Nhật Bản là máy bay ném bom bổ nhào Aichi D3A1 "Val" và máy bay ném ngư lôi Nakajima B5N2 "Kate". Máy bay tiêm kích trên tàu sân bay là chiếc Mitsubishi A6M "Zero" có vận tốc nhanh và rất cơ động. Các phi công Nhật nhìn chung được huấn luyện tốt và giàu kinh nghiệm chiến đấu hơn phi công Mỹ lúc đó.
Tuy chiếm ưu thế về chất lượng máy bay và phi công, nhưng Lực lượng tàu sân bay của Nhật lại ít hơn về số lượng máy bay (264 so với 360), và hạm đội Nhật có một số thiếu sót về phòng thủ: pháo phòng không của tàu chiến Nhật Bản và các hệ thống điều khiển hỏa lực liên quan có một số thiếu sót về thiết kế và cấu hình, làm hạn chế hiệu quả của chúng. Đội tuần tra không quân chiến đấu (CAP) của Nhật bao gồm quá ít máy bay tiêm kích, và hệ thống cảnh báo sớm của hạm đội Nhật là khá kém (các tàu chiến Nhật khi đó đều chưa được gắn radar). Các bộ liên lạc vô tuyến chất lượng kém của các máy bay tiêm kích Nhật cũng cản trở khả năng chỉ huy và kiểm soát hiệu quả của CAP. Các tàu chiến hộ tống của các tàu sân bay đã được triển khai như các tàu trinh sát ở vị trí xa, không phải là các tàu hộ tống phòng không chạy ở gần tàu sân bay, và chúng cũng không có nhiều pháo phòng không nên không thể phòng thủ hiệu quả khi tàu sân bay Nhật bị máy bay đối phương tấn công.

### Hoa Kỳ
Ba tháng trước Trận Trân Châu Cảng, bộ phận trinh sát vô tuyến của Cơ quan Tình báo Hải quân Hoa Kỳ phát hiện người Nhật sử dụng một bộ mật mã mới, gọi là JN-25B. Tuy nhiên do tính chất cực kỳ phức tạp của JN-25B nên họ chưa giải được.
Ngày 21 tháng 4 năm 1942, một nhóm mã thám mật danh Station Hypo thuộc Cơ quan Tình báo Hải quân Hoa Kỳ, bao gồm nhiều nhà ngôn ngữ học, toán học, dưới sự lãnh đạo của thiếu tá Hải quân Joseph Rochefort, làm việc trong một căn hầm bí mật nằm sâu dưới lòng đất đảo Hawaii đã giải được bộ mật mã. JN-25B sử dụng các bài thơ cổ từ thế kỷ thứ 10 ở Nhật làm bộ khung cho mật mã. Tiếp theo, họ pha trộn nó với một số ngôn ngữ địa phương - trong đó có những thổ ngữ không còn được nhiều người Nhật sử dụng. Tất cả đều biến thành những con số nhị phân mà nếu giải theo phương pháp toán học bình thường thì phải mất 18 tỉ lần mới có 1 lần giải được vì mỗi bản tin truyền đi lại có những chìa khóa giải mã khác nhau.
Trong tất cả những bản tin thu được, nhóm Station Hypo đặc biệt chú ý đến một điện văn được ký bởi Đô đốc Yamamoto Isoroku, cha đẻ của cuộc tập kích Trân Châu Cảng. Kết quả giải mã bản điện văn cho thấy Yamamoto Isoroku ra lệnh điều 4 tàu sân bay với 248 Máy bay, 2 Thiết giáp hạm, 15 Tàu khu trục cùng 16 thủy phi cơ đến một địa điểm được gọi là AF.
Khi bản điện văn gửi về Hạm đội Thái Bình Dương Hoa Kỳ, Đô đốc Chester W. Nimitz, Tổng tư lệnh cùng các tướng lĩnh trong Bộ Chiến tranh Mỹ ở Washington đều cùng suy luận rằng AF có thể là một mục tiêu tại phía nam Thái Bình Dương, chẳng hạn như đảo Port Moresby, quần đảo Nouvelle-Calédonie hay Fiji, thậm chí là quần đảo Hawaii hoặc Bờ Tây Hoa Kỳ.
Cũng có ý kiến cho rằng người Nhật đã biết phía Mỹ giải được bộ mật mã JN-25B nên họ tung hỏa mù nhằm đánh lạc hướng để thực hiện một đòn tấn công khác với mức độ ghê gớm hơn cuộc tập kích vào Trân Châu Cảng. Chưa hết, cấp trên của Đô đốc Nimitz, tại Washington là Đô đốc Ernest King, thông qua đơn vị mã thám OP-20-G của riêng mình, đã khẳng định AF là quần đảo Quần đảo Aleut.
Tuy nhiên, Thiếu tá hải quân Joseph Rochefort lại không đồng ý với những suy luận ấy bởi lẽ với nhiều mục tiêu như vậy, Hải quân Hoa Kỳ không đủ khả năng để bảo vệ tất cả cùng một lúc. Để có thể thuyết phục cấp trên thay đổi quan điểm về hướng tấn công - cũng như có thể chặn đứng âm mưu của Hải quân Đế quốc Nhật Bản, Joseph Rochefort phải chứng minh AF là gì.
Ngày 6 tháng 5 năm 1942, trong quá trình theo dõi các tín hiệu vô tuyến được truyền đi từ Hải quân Đế quốc Nhật Bản, nhóm Station Hypo thu được một bản tin, phát đi từ một máy bay trinh sát lúc ấy đang bay gần Đảo Midway. Trong bản tin đã được mã hóa bằng bộ mã JN-25B, Thiếu tá Joseph Rochefort nhận ra rằng chữ AF được lặp lại 2 lần và điều này đã khiến ông nghi ngờ đảo Midway chính là AF. Để chắc chắn, Joseph Rochefort giăng một cái bẫy bằng cách ra lệnh cho Jasper Holmes, sĩ quan hải quân trong nhóm Station Hypo gửi một công điện về Trân Châu Cảng theo đường dây cáp ngầm dưới biển, nội dung cho biết nguồn nước ngọt dùng trong sinh hoạt ở đảo Midway đã bị hỏng, và tình hình thiếu nước đang bắt đầu diễn ra trầm trọng. Chỉ 3 tiếng đồng hồ sau, một bản tin từ Bộ Hải quân Nhật Bản đã được mã hóa JN-25B gửi hạm đội Nhật ở Thái Bình Dương: "AF đang gặp phải vấn đề khó khăn trong việc cung cấp nước ngọt. Lực lượng tấn công cần chú ý và lập sẵn kế hoạch về chuyện này". Đây là cơ sở chính xác nhất để khẳng định AF chính là Đảo Midway.

## Chuẩn bị trận đánh

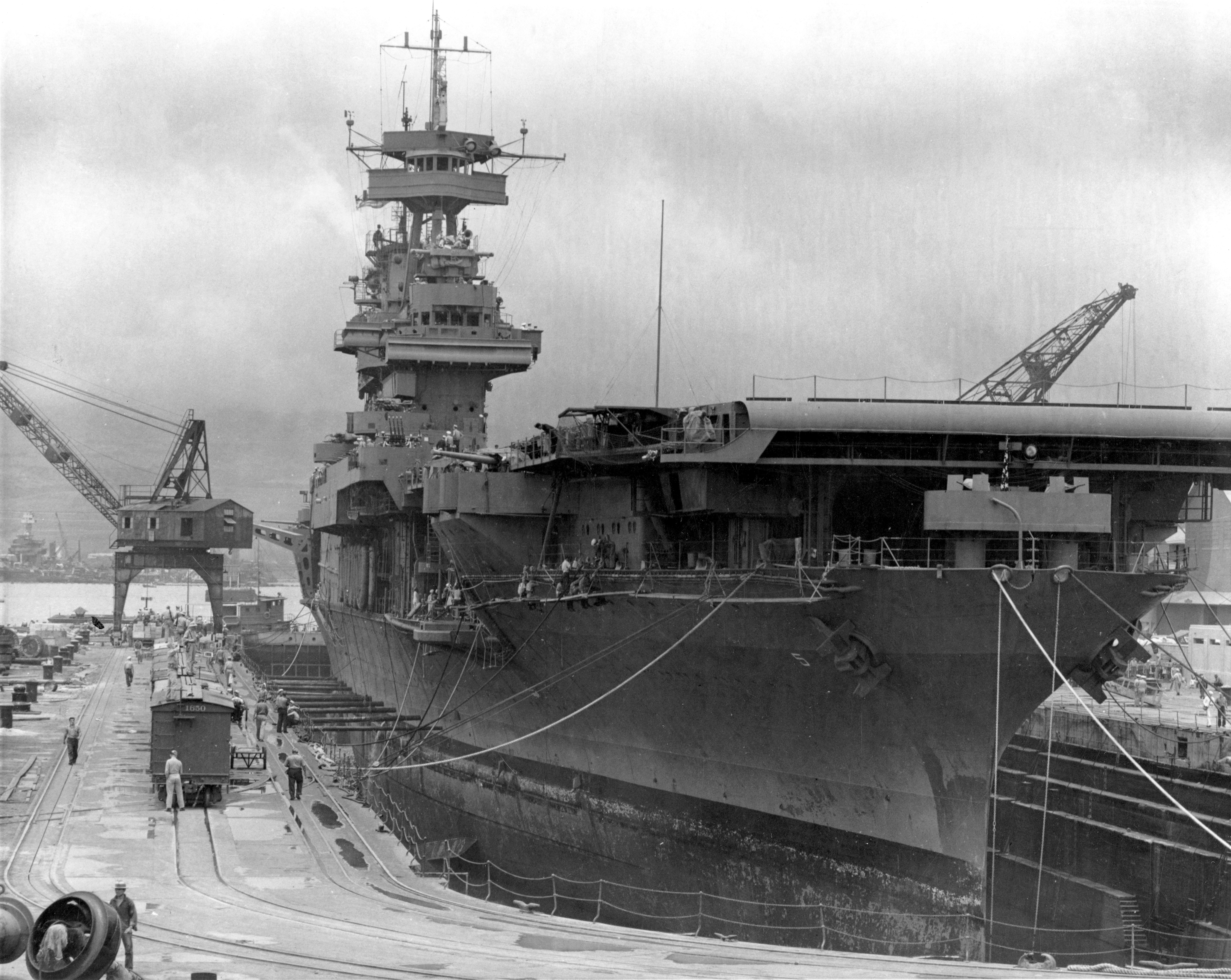
Hàng không mẫu hạm USS Yorktown ở Trân Châu Cảng trước trận đánh.

Sau khi đã xác định AF chính là đảo Midway, Đô đốc Chester W. Nimitz bố trí lực lượng của mình gồm 3 tàu sân bay với 233 máy bay, 15 tàu khu trục, 8 tàu tuần dương, 16 tàu ngầm cùng 127 máy bay sẵn sàng cất cánh từ sân bay trên đảo Midway. Để có thể tập hợp đầy đủ lực lượng cho cuộc chiến đấu sắp tới, Nimitz gọi trở lại các lực lượng của vị tướng hậu phương là Đô Đốc Frank Jack Fletcher từ vùng tây nam Thái Bình Dương. Chiếc Yorktown vốn đã bị hư hại nặng trong trận biển Coral, nhưng xưởng hải quân Trân Châu Cảng đã gắng sửa chữa nó để đưa vào phục vụ. Trong vòng 72 giờ, chiếc Yorktown được biến từ tình trạng hỏng hoàn toàn thành một chiếc tàu sân bay (nếu có thể nói như vậy) hoạt động được. Đường băng trên boong của nó được chữa tạm, các bộ phận rầm trong bị bỏ đi và được thay thế, và nhiều phi đội mới (được chuyển từ chiếc tàu sân bay Saratoga sang) được đưa lên boong. Đô đốc Nimitz hoàn toàn không cần tới chiếc tàu sân bay thứ ba đang hoàn thành để đưa vào lực lượng của mình, những việc sửa chữa thậm chí còn tiếp tục khi chiếc Yorktown đã xuất kích. Chỉ ba ngày sau khi được đưa vào ụ tàu ở Trân Châu Cảng, chiếc tàu này đã lại có thể hoạt động, và đoàn thủy thủ của nó tấu lên bài "California, Here I Come".
Trong lúc ấy, vì đã tham gia vào trận biển Coral, chiếc tàu sân bay Nhật Zuikaku đang đậu ở cảng Kure (gần Hiroshima), chờ đợi một phi đội máy bay mới để thay thế những chiếc đã bị phá huỷ, trong khi chiếc tàu Shokaku bị hư hại nặng còn đang phải đợi trong ụ khô để được sửa chữa thêm những hư hỏng trong trận chiến. Dù có thể lấy máy bay từ hai chiếc tàu đó để tái trang bị cho chiếc Zuikaku với một tập hợp máy bay mới, người Nhật không hề cố gắng đưa nó vào trận chiến sắp tới.
Những sắp xếp trinh sát chiến lược của người Nhật trước trận chiến cũng rất lộn xộn. Một nhóm cảnh giới gồm các tàu ngầm Nhật đến vị trí muộn, giúp cho những chiếc tàu sân bay Mỹ đến được địa điểm tập kết ở phía đông bắc Midway (được gọi là "Point Luck") mà không bị phát hiện. Một nỗ lực nhằm sử dụng các thủy phi cơ trinh sát bốn động cơ để do thám Trân Châu Cảng trước trận đánh (và nhờ thế phát hiện được sự vắng mặt của những chiếc tàu sân bay Mỹ), được gọi là "Chiến dịch K", cũng bị bỏ ngang khi những tàu ngầm Nhật vốn được giao trách nhiệm tái cung cấp xăng dầu cho những chiếc máy bay trinh sát phát hiện ra rằng điểm cấp xăng – cho đến lúc ấy là vùng vịnh trống trải French Frigate Shoals – đã bị các tàu chiến Mỹ chiếm đóng. Vì vậy, Nhật Bản mất đi mọi tin tình báo liên quan tới các hoạt động của các tàu sân bay Mỹ ngay trước trận đánh. Tình báo radio của Nhật cũng nhận thấy một sự gia tăng hoạt động của cả tàu ngầm và trao đổi thông tin của Mỹ. Thông tin này đã được báo tới cả Nagumo và Yamamoto trước trận đánh. Tuy nhiên, các kế hoạch tác chiến của Nhật không được thay đổi trước những dấu hiệu đó. Trái lại, Nimitz biết rất rõ vị trí của Nagumo nhờ vào ưu thế tình báo của mình.
Về mặt kỹ thuật, mỗi bên đều có ưu thế và nhược điểm so với đối thủ:
- Mỹ có nhiều máy bay hơn (360 so với 264), tuy nhiên máy bay chiến đấu Nhật khi đó có tính năng cao hơn.
- Phi công Nhật có trình độ cao hơn, giàu kinh nghiệm hơn phi công Mỹ, tuy nhiên máy bay Mỹ được trang bị radio tốt hơn nên việc phối hợp chiến thuật dễ dàng hơn.
- Mỹ có ít tàu chiến hơn, ít tàu sân bay hơn (3 tàu so với 4 tàu của Nhật), tuy nhiên tàu chiến Mỹ được trang bị radar để phát hiện đối phương từ xa, đây là thiết bị mà tàu chiến Nhật khi đó chưa có.

## Trận chiến

### Những cuộc tấn công không quân đầu tiên

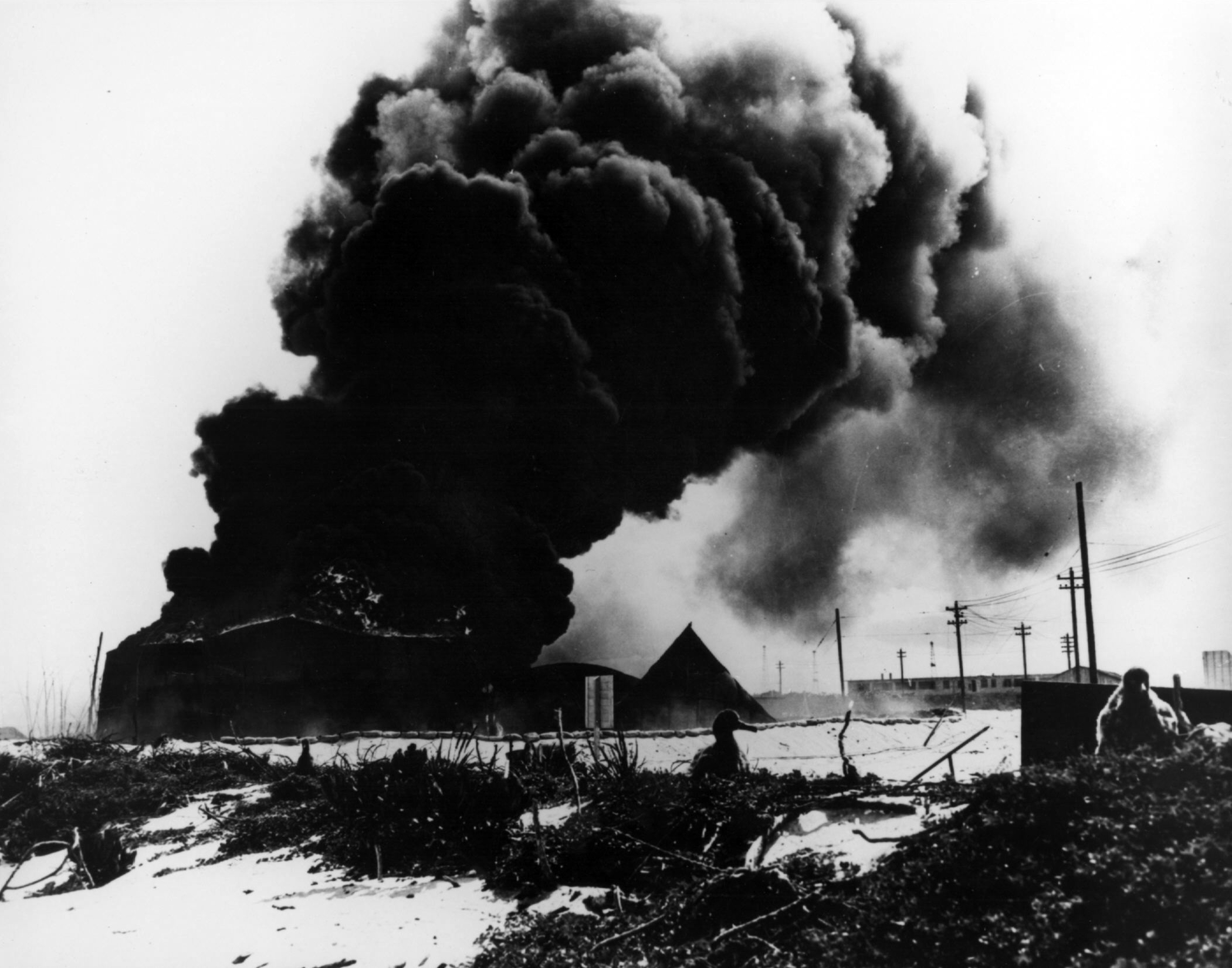
Nhật Bản tấn công Midway lúc 06:20 ngày 4 tháng 6.

Khi bốn tàu sân bay Nhật cách Midway 240 dặm về hướng tây bắc, Phó Đô đốc Chuichi Nagumo tung ra những cuộc tấn công không quân đầu tiên vào 04:30 ngày 4 tháng 6. Trong vòng 15 phút, tất cả bốn tàu sân bay đã phóng lên 108 chiếc máy bay, gồm 36 tiêm kích A6M Zero, 36 máy bay ném bom bổ nhào Aichi D3A và 36 máy bay ném ngư lôi Nakajima B5N.
Cùng lúc đó, người Nhật phóng lên 7 chiếc máy bay rẽ đi tìm kiếm hạm đội Mỹ (1 chiếc xuất phát từ tuần dương hạm Tone bị chậm 30 phút do trục trặc), và các tàu sân bay phóng lên các máy bay tuần tra chiến đấu (CAP). Những sắp xếp trinh sát của Nhật không tốt với quá ít máy bay để bao quát một khu vực rộng lớn, và hoạt động trong điều kiện thời tiết xấu ở phía đông bắc và phía đông lực lượng tấn công. Khi máy bay ném bom và máy bay chiến đấu của Nagumo đang cất cánh, 11 máy bay PBY của Mỹ đã rời Midway để thực hiện trinh sát. Lúc 05:34, một PBY báo cáo đã nhìn thấy hai tàu sân bay của Nhật Bản, 10 phút sau một chiếc PBY khác phát hiện phi đội Nhật đang bay tới Midway.
Tại Midway, ra-đa Mỹ thu được đợt đầu tiên các máy bay Nhật đang đến vào khoảng 5:50. Còi báo động không kích rú lên và các phi cơ cất cánh trong hỗn loạn. Các phi công chiến đấu ở căn cứ Midway đa phần sử dụng những chiếc máy bay đã lỗi thời Brewster F2A Buffalo (tên của người Anh là Buffalo), để bảo vệ Midway. Trong khi 6 máy bay thả ngư lôi TBF Avenger của Hải quân và 4 chiếc B-26 Marauder của Lục quân, cũng trang bị ngư lôi, bay theo hướng bắc về phía các tàu sân bay địch, 26 phi công chiến đấu cơ thuộc Thủy quân lục chiến Hoa Kỳ lái 20 chiếc Brewster F2A Buffalo và 6 chiếc Grumman F4F Wildcat bay về hướng tây bắc để chặn đánh máy bay Nhật. Trong vòng vài phút họ đã chạm trán với máy bay Nhật. Họ giàn đội hình chiến đấu, nhưng họ có quân số ít hơn và kém tối tân hơn các chiếc A6M Zero của Nhật. 15 máy bay của Mỹ bị bắn rơi (13 chiếc F2A và 2 chiếc F4F), trong khi hầu hết các máy bay Mỹ còn sống sót đều bị hư hại, chỉ còn lại hai chiếc lành lặn. Phía Nhật bị bắn rơi 4 chiếc máy bay Nakajima B5N và 1 chiếc A6M, các máy bay Nhật còn lại thẳng tiến về mục tiêu mà không bị cản trở.
Lúc 06:20, các máy bay Nhật ném bom và phá hoại nặng nề căn cứ quân sự của Mỹ ở Midway, phá hủy nhiều máy bay Mỹ đang đậu trên sân bay. Lực lượng phòng không Mỹ bắn trả dày đặc. Trong số 108 máy bay Nhật Bản tham gia cuộc tấn công này, 11 chiếc bị phá hủy (trong đó có 3 chiếc bị pháo phòng không bắn rơi), 14 chiếc bị hư hỏng nặng và 29 chiếc bị hư hỏng ở một mức độ nào đó.
Chỉ huy tấn công người Nhật nhận thấy rằng những máy bay chiến đấu trên đảo đã xuất kích, ra hiệu cho Nagumo cần tung ra thêm một đợt tấn công nữa nhằm vô hiệu hóa khả năng phòng vệ của hòn đảo và những khả năng tấn công của nó trước khi lực lượng đổ bộ (tiến hành độc lập từ phía tây nam) có thể đổ quân vào ngày 7 tháng 6.
Vì đã cất cánh trước lúc người Nhật tấn công, những máy bay ném bom tầm xa của Mỹ ở Midway đã thực hiện nhiều cuộc tấn công vào hạm đội tàu sân bay Nhật. Lúc 07:10, 6 chiếc TBF Avenger và 4 chiếc B-26 Marauder được trang bị ngư lôi thực hiện cuộc tấn công. Những chiếc Avenger nhắm vào Hiryū trong khi những chiếc Marauder tấn công Akagi. Có tất cả 30 máy bay Zero làm nhiệm vụ tuần tra chiến đấu vào lúc này, trong đó có 11 chiếc của Akagi, tất cả đã lao vào tấn công các máy bay Mỹ. Các tiêm kích Zero phối hợp với hỏa lực phòng không từ các tàu khu trục, tuần dương và thiết giáp hạm Kirishima đã bắn rơi 5 chiếc TBF Avenger và 2 chiếc B-26. Tuy nhiên, một chiếc Zero của Akagi đã bị hỏa lực tự vệ của những chiếc B-26 bắn rơi. Ba máy bay B-26 kịp phóng ngư lôi vào tàu sân bay Akagi, chiếc kỳ hạm xoay hướng và các ngư lôi đi trượt mục tiêu. Một chiếc đã bắn vào Akagi bằng súng máy sau khi thả ngư lôi, làm hai thủy thủ thiệt mạng. Một chiếc khác, có thể có ý định tự sát, hoặc không điều khiển được do hư hại trong chiến đấu hoặc phi công mất khả năng lái, đã suýt đâm vào cầu tàu của Akagi nơi đô đốc Nagumo đang đứng trước khi đâm sầm xuống biển.

### Quyết định của Nagumo

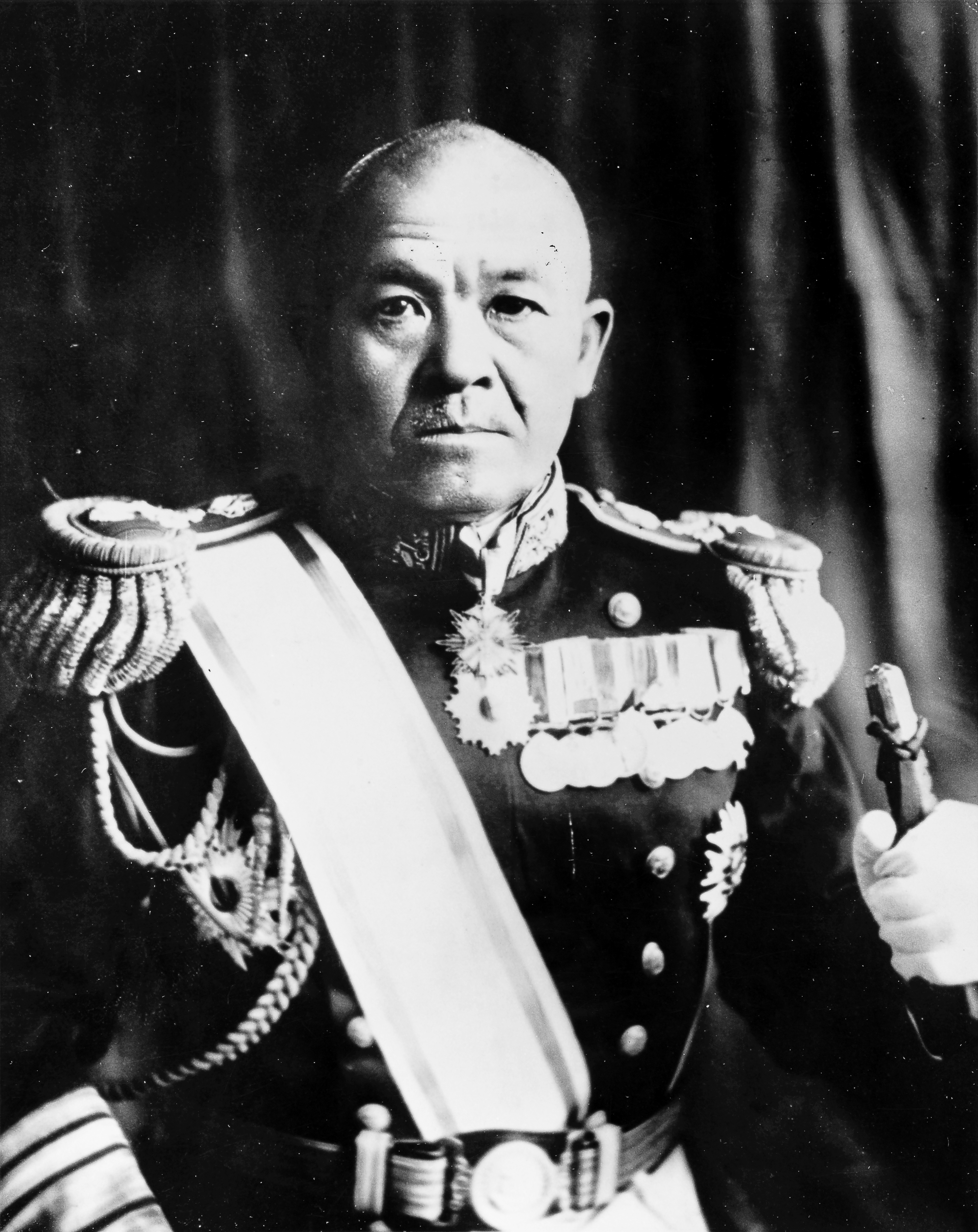
Đô đốc Chuichi Nagumo

Theo mệnh lệnh của Đô đốc Yamamoto cho Chiến dịch MI, Đô đốc Nagumo đã dự trữ một nửa số máy bay của mình để dự phòng. Chúng gồm hai phi đội, một bao gồm những máy bay ném bom bổ nhào và đội kia là máy bay thả ngư lôi, được trang bị các ngư lôi để tấn công tàu chiến nếu như phát hiện được vị trí của các tàu chiến Mỹ.
Như một kết quả của những cuộc tấn công vào Midway, cũng như sự đề nghị quan tâm tới nhu cầu tung ra một cuộc tấn công mới của những chỉ huy, Đô đốc Nagumo ra lệnh các máy bay dự trữ của ông lắp đặt bom thông thường để tấn công các mục tiêu mặt đất ở Midway lúc 07:15. Quyết định của Nagumo đã vi phạm trực tiếp lệnh của Yamamoto về việc đội tàu sân bay phải duy trì sẵn lực lượng tấn công dự bị được trang bị cho các phi vụ chống tàu chiến Mỹ, và nó là nguyên nhân rất quan trọng khiến Nhật chịu thất bại sau này.
Việc tái trang bị vũ khí mất 30 phút, lúc 07:40 một máy bay trinh sát từ tuần dương hạm Tone ra tín hiệu thấy một lực lượng hải quân khá lớn của Mỹ ở phía đông, nhưng không mô tả rõ thành phần của hạm đội Mỹ. Nagumo nhanh chóng thu hồi lệnh tái trang bị vũ khí, và yêu cầu máy bay trinh sát xác định rõ vị trí và thành phần lực lượng hạm đội Mỹ. 30 phút trôi qua trước khi chiếc máy bay trinh sát thông báo qua radio việc phát hiện một tàu sân bay trong lực lượng Mỹ, các tàu sân bay khác không được nhìn thấy.
Lúc ấy Nagumo đang ở tình thế lúng túng. Đô đốc hậu quân Tamon Yamaguchi, chỉ huy Sư đoàn tàu sân bay số 2 (Hiryu và Soryu), đánh tín hiệu cho Nagumo rằng ông nên ra lệnh tấn công ngay với các lực lượng sẵn có trong tay: 16 máy bay ném bom bổ nhào Aichi D3A1 trên Sōryū và 18 chiếc khác trên Hiryū, tổng cộng là 34 chiếc, cộng thêm 19 chiếc B5N2 đã gắn ngư lôi (không cần đợi 15 chiếc B5N2 còn lại đang phải thay bom bằng ngư lôi). Một nửa số máy bay tuần tra Zero (tức là khoảng 18 chiếc) sẵn sàng bay theo yểm trợ lực lượng ném bom bổ nhào này. Với tổng cộng 71 chiếc máy bay, phi đội Nhật đủ để tiêu diệt, hoặc chí ít cũng đánh hỏng nặng mục tiêu là chiếc tàu sân bay Mỹ.
Nagumo có lẽ có một cơ hội để tung ra một cuộc tấn công ngay lập tức từ một số hay toàn bộ lực lượng dự trữ của ông để tấn công các tàu Mỹ. Nhưng ông phải hành động nhanh chóng, vì phi đội tấn công Midway của ông sẽ sớm quay lại. Chúng đã cạn nhiên liệu, một số còn bị hư hại, và cần phải hạ cánh nhanh chóng. Việc bố trí xuất kích cho các máy bay của ông mất ít nhất 30-45 phút. Hơn nữa vì phải xuất kích ngay, ông sẽ khiến một số máy bay dự trữ phải lâm trận mà không được lắp vũ khí thích hợp (khi đó chúng đang mang bom nổ mảnh chứ không phải bom xuyên thép chống tàu chiến). Học thuyết tàu sân bay của Nhật thường thích lập thành một đội tấn công đầy đủ gồm cả máy bay ném bom bổ nhào và máy bay ném ngư lôi, và vì thiếu một sự xác định chắc chắn lực lượng Mỹ có các tàu sân bay hay không, phản ứng của Nagumo rất cẩn trọng. Hơn nữa, việc phát hiện nhiều máy bay tấn công của Mỹ đang tiến tới lúc 07:53 càng buộc Nagumo phải đưa ra quyết định nhanh chóng. Cuối cùng, Nagumo đã đưa ra một quyết định tai họa là chờ lực lượng tấn công ban đầu của ông hạ cánh, sau đó mới tung ra lực lượng dự bị tấn công với đầy đủ đội hình gồm cả 2 loại Aichi D3A1 và B5N2 Kate (lúc ấy chúng sẽ được trang bị vũ khí thích hợp).
Sự xui xẻo đã liên tiếp xảy ra với người Nhật trong trận đánh. Chiếc máy bay trinh sát phát hiện ra hạm đội Mỹ chính là chiếc xuất phát từ tuần dương hạm Tone, chiếc trinh sát duy nhất bị trục trặc 30 phút trên dàn phóng. Nếu nó cất cánh đúng giờ, nó chắc hẳn đã phát hiện người Mỹ sớm hơn 30 phút (tức là vào lúc 07:10), trước khi các máy bay phóng ngư lôi B5N được Nagumo ra lệnh tháo ngư lôi để nạp bom, và khoảng 110 máy bay Nhật đã có thể xuất kích để tấn công các tàu sân bay Mỹ (Enterprise, Hornet và Yorktown) ngay từ lúc 07:50. Hoặc nếu như Nagumo tuân thủ đúng mệnh lệnh của Đô đốc Yamamoto (không ra lệnh tháo ngư lôi và tiếp tục duy trì một nửa số máy bay để dự phòng đánh tàu chiến Mỹ bất cứ lúc nào) thì ông ta vẫn có thể tung ra đòn tấn công với khoảng 110 máy bay sau khoảng 40 phút chuẩn bị, tức là vào lúc 8h30. Trong trường hợp tệ nhất thì Nagumo vẫn có thể nghe theo đề nghị của Đô đốc Tamon Yamaguchi: tung ngay đòn tấn công gồm 34 chiếc ném bom bổ nhào Aichi D3A kết hợp với 19 chiếc phi cơ ném ngư lôi B5N và 18 tiêm kích Zero hộ tống vào lúc 8h30 (không cần đợi những chiếc Nakajima B5N còn lại lắp ngư lôi). Trong cả 3 kịch bản, máy bay Nhật đều có thể đánh thiệt hại nặng hạm đội Mỹ, và trận đánh sẽ kết thúc với chiến thắng của Nhật (hoặc chí ít cũng là một trận hòa). Nhưng cả 3 kịch bản trên đều không xảy ra vì sự xui xẻo hoặc vì sự thận trọng quá mức của Nagumo.

### Những cuộc tấn công vào hạm đội Nhật Bản

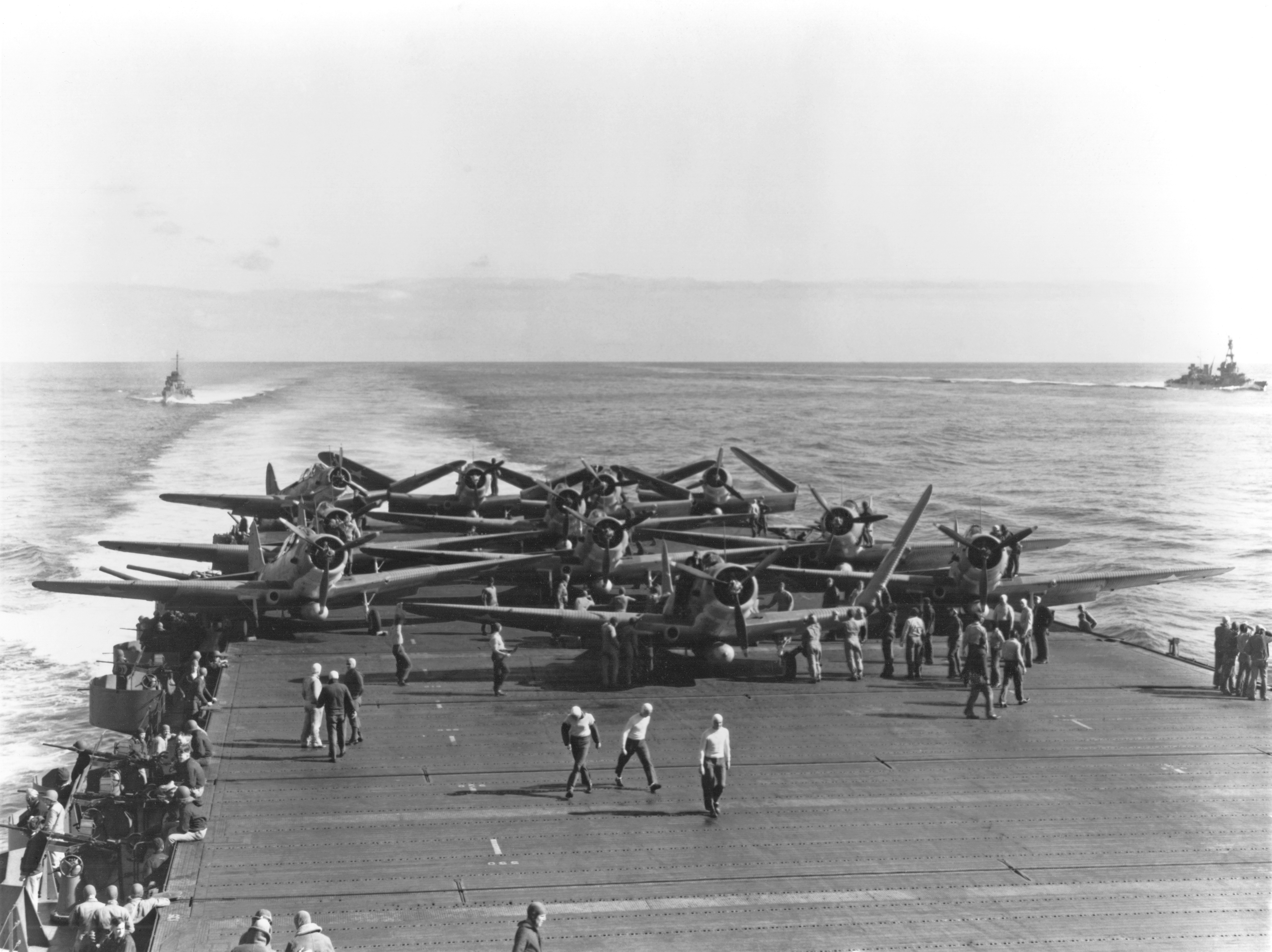
Các máy bay VT-6 TBD trên mẫu hạm "USS Enterprise" trong trận Midway.

Cùng lúc, người Mỹ đã phóng không lực hải quân của họ tấn công hải quân Nhật Bản. Đô Đốc Fletcher, chỉ huy toàn cục từ tàu sân bay Yorktown với các báo cáo do thám từ sáng sớm hôm đó, ra lệnh cho Spruance tấn công Nhật vào lúc thích hợp nhất. Spruance bắt đầu cuộc tấn công lúc 07:00. Fletcher sau khi kết thúc các cuộc do thám cẩn thận cũng cho lực lượng của mình tấn công vào 08:00. Tuy vậy có một số điểm, kế hoạch tác chiến của Mỹ không hợp lý bằng đối thủ của họ. Các phi đội của Mỹ tấn công không đồng nhất. Điều này giảm bớt hiệu quả của các đợt tấn công và đẩy thương vong của Mỹ lên cao.
Lúc 7:47, 16 máy bay Mỹ xuất hiện từ xa. Đó là những máy bay ném bom bổ nhào SBD Dauntless của Thủy quân Lục chiến đã rời Midway vài phút sau tiếng còi báo động không kích và hướng về phía các tàu sân bay. Chỉ huy của họ, Thiếu tá Lofton Henderson, ra lệnh tấn công bằng cách đánh bom kiểu bay lướt, vì các phi công còn non nớt của họ không rành về kỹ thuật đánh bom kiểu bổ nhào. Họ sà xuống tấn công tàu Hiryu. 9 chiếc Zero đang bay tuần tra trên không đã tấn công những máy bay của Henderson, bắn rơi 8 chiếc nhưng những chiếc còn lại đã kịp thả bom và trở về Midway. Nhưng tất cả bom đều trượt, tàu Hiryu vẫn vô sự. Thiếu tá Lofton Henderson tử trận khi máy bay của ông bị bắn rơi.
Đến lúc này, quân Nhật đã đẩy lùi 2 cuộc tấn công của máy bay Mỹ vào lúc 7:10 và 7:47, họ chỉ mất 3 máy bay chiến đấu Zero trong khi đã phá hủy 5 chiếc TBF, 8 chiếc SBD và 2 chiếc B-26.

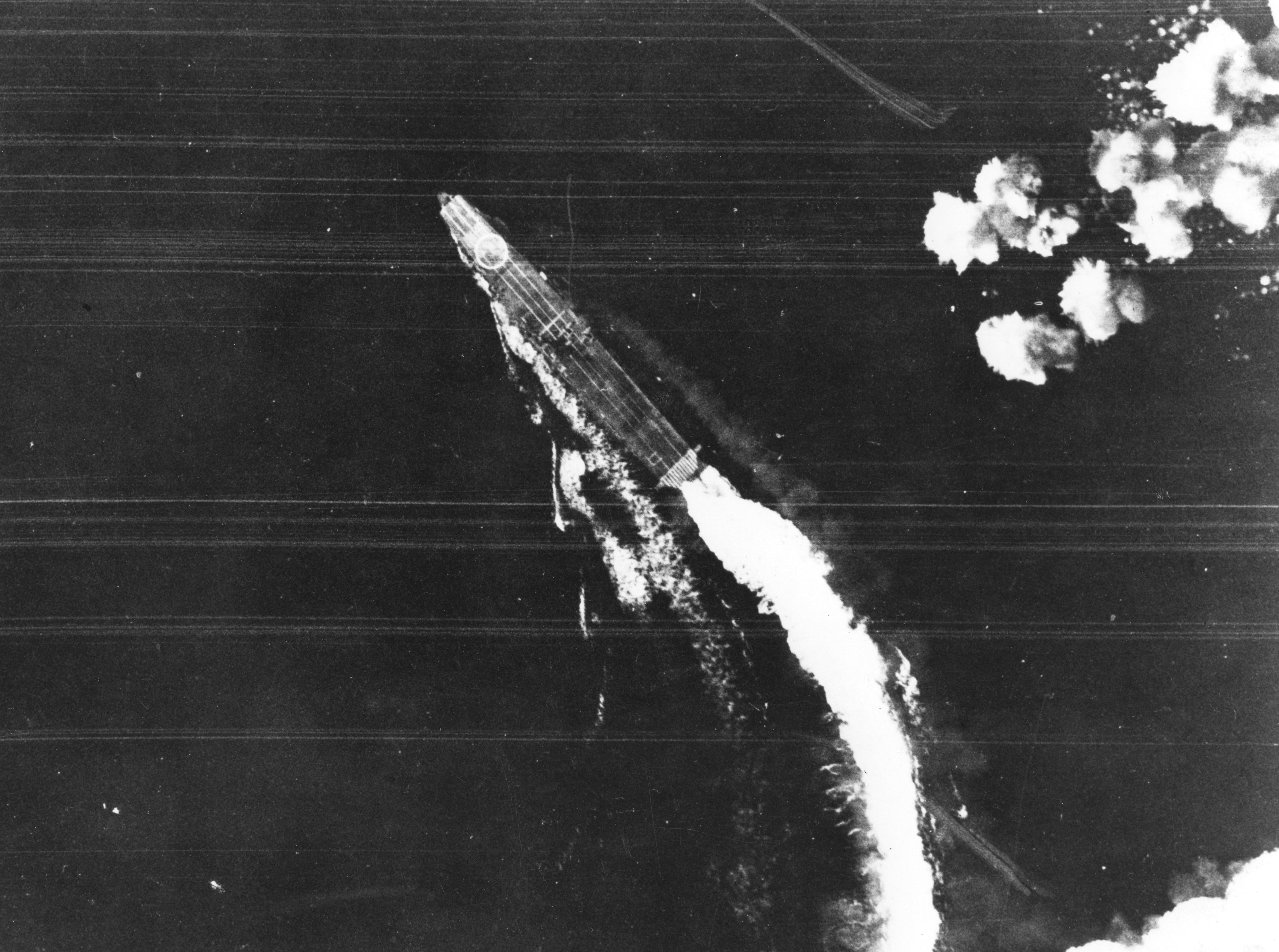
Hiryu đang bị tấn công bằng máy bay ném bom B-17 Flying Fortress

Vào lúc 8:09, từ trên cao 6.000 mét, 12 Pháo đài bay B-17 Flying Fortress thả bom. Đã rời Midway trước hừng đông để tấn công đoàn tàu vận tải, họ lại tìm thấy tàu sân bay Nhật. Do bom ném từ trên độ cao lớn nên các tàu Nhật dễ dàng tính ra điểm rơi của bom để tránh né. Các phi hành đoàn B-17 đánh điện báo tin là đã ném trúng 4 quả; nhưng thật ra họ ném trượt tất cả.
Vào lúc 8:30, đợt không kích tiếp theo từ Midway: 11 chiếc Vought SB2U Vindicator thuộc Liên đội VMSB-241 đã tấn công thiết giáp hạm Haruna. 2 chiếc Vindicator đã bị bắn rơi, và Haruna thoát được mà không bị thiệt hại.
Mặc dù mọi đợt không kích của Mỹ chỉ gây ra những thiệt hại không đáng kể, chúng cũng đủ gây bối rối cho lực lượng tàu sân bay Nhật vì Nagumo đang nỗ lực chuẩn bị một đòn đánh trả sau khi nhận được báo cáo lúc 08 giờ 20 phút về việc phát hiện lực lượng tàu sân bay Hoa Kỳ ở hướng Đông Bắc.
Lúc 09:10, Lực lượng phi cơ tấn công Midway của Tomonaga đã quay về các tàu sân bay Nhật và hạ cánh an toàn. Chúng được nạp nhiên liệu, gắn vũ khí để chuẩn bị tấn công hạm đội Mỹ.
Không lực hải quân Mỹ giáp chiến hạm đội Nhật lúc 09:20 với Phi đội máy bay ném ngư lôi số 8 (VT-8) gồm 15 máy bay ném bom bổ nhào TBD Devastator thuộc Liên đội VT-8 của tàu sân bay Hornet do John C. Waldron dẫn đầu tấn công mà không có máy bay tiêm kích yểm trợ. Khi đó đang có 21 chiếc tiêm kích Zero của Nhật đang bay tuần tra bảo vệ hạm đội và chúng nhanh chóng lao vào tấn công máy bay Mỹ. VT-8 đã bị bắn rơi toàn bộ, chỉ có 1 máy bay kịp ném ngư lôi nhưng trượt, 29/30 phi công tử trận.
Theo sau ít lâu (lúc 09:40) là VT-6 gồm 14 chiếc Devastator, xuất phát từ tàu sân bay Enterprise do Eugene E. Lindsey dẫn đầu. VT-6 cũng bị tiêu diệt gần hết với 10/14 chiếc bị bắn rơi, 9 ngư lôi được thả nhưng không gây được thiệt hại gì cho đối phương. Không lực bảo vệ hạm đội Nhật khi đó gồm 29 máy bay Zero đang bay tuần tra quanh hạm đội, đã chiếm ưu thế. Hỏa lực tự vệ của những chiếc Devastator chỉ bắn rơi được một chiếc Zero.
Sự xuất hiện của VT-3, xuất phát từ tàu sân bay Yorktown, gồm 12 máy bay ném ngư lôi (lúc 10:00) đã nhanh chóng kéo các lực lượng tiêm kích đánh chặn của Nhật về phía Đông Nam. VT-3 đã tấn công tàu sân bay Hiryu nhưng đều không đánh trúng mục tiêu, và 6 trong số 12 chiếc máy bay của VT-3 bị bắn rơi.
Tuy vậy, với sự hy sinh của 3 phi đội, một cách gián tiếp người Mỹ đạt được hai hệ quả quan trọng. Thứ nhất, họ giữ Nhật bên ngoài thế cân bằng, ngăn cản họ do thám phát hiện được mục tiêu của mình để tấn công. Thứ hai, VT-8, VT-6 và VT-3 đã kéo các lực lượng tiêm kích phòng thủ của Nhật ra khỏi vị trí bảo vệ.
Đúng lúc VT-3 đang thu hút sự chú ý của Hạm đội Nhật, hai đơn vị riêng rẽ máy bay ném bom bổ nhào của Mỹ đã tình cờ tiếp cận Hạm đội Nhật từ hướng Đông Bắc và Tây Nam. Nhóm 1 là Liên đội VB-6 gồm 31 máy bay ném bom bổ nhào SBD Dauntless – được dẫn dắt bởi Trung tá Clarence W. McClusky, cất cánh từ tàu sân bay Enterprise. Lúc 9:55 A.M, ông trông thấy làn nước rẽ trắng xóa phía sau chiếc khu trục Nhật đang chạy thẳng về hướng đông bắc, ông hi vọng nó đang tập họp với tàu sân bay Nhật nên bay theo. Ông tiếp tục giữ lộ trình trong 20 phút nữa, vẫn không tìm thấy gì. Nhiên liệu đang cạn dần đến mức nguy hiểm nhưng ông vẫn quyết định tiếp tục bay thêm vài phút nữa.

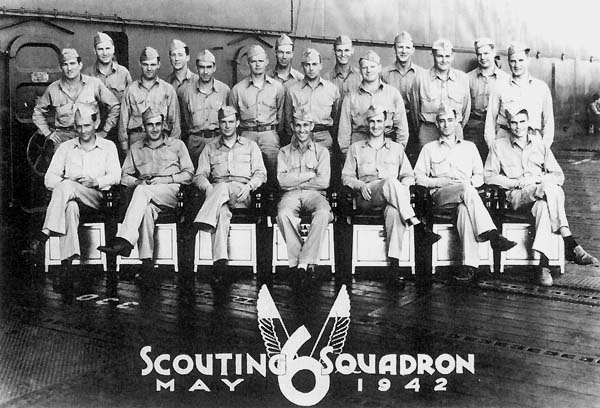
Ảnh chụp nhóm phi công thuộc Liên đội máy bay ném bom bổ nhào VB-6 thuộc Enterprise đã đánh chìm Kaga và Akagi: Thiếu úy John Q. Roberts (đứng, bìa trái), bị hỏa lực phòng không của Kaga bắn rơi và thiệt mạng; Thiếu úy James C. Dexter (đứng, thứ ba từ bên phải), có thể đã ném quả bom làm thiệt mạng toàn bộ sĩ quan cao cấp của Kaga trên cầu tàu.

Lúc đó là 10:20, tất cả máy bay phóng ngư lôi Nhật đã trở lại trên sàn bay, cùng với các máy bay hộ tống đã tiếp nhiên liệu. Bốn tàu sân bay quay theo chiều gió chuẩn bị cho máy bay lên. Trong vòng 15 phút nữa toàn bộ máy bay sẽ ở trên không. Ngay đúng lúc đó, 31 máy bay ném bom bổ nhào SBD Dauntless xuất hiện từ hướng tây nam do McClusky chỉ huy. Đơn vị của McClusky với may mắn và sự quyết đoán đã tiếp cận được vị trí thuận lợi bên trên để tấn công Hạm đội Nhật. Các máy bay tấn công của Nhật chất đầy vũ khí và xăng trên boong các tàu sân bay trở thành mục tiêu của các phi đội Mỹ. Lúc ấy trên các hàng không mẫu hạm Nhật đang là lúc tiếp nhiên liệu. Đây chính là thời điểm các tàu sân bay dễ bị nguy hiểm nhất.
Vào lúc 10:22, các máy bay từ tàu sân bay Enterprise tấn công tàu sân bay Kaga và Akagi. 31 chiếc SBD Dauntless thuộc Liên đội VB-6 lao vào tấn công Kaga, đánh trúng nó một quả bom 1.000 pound (450 kg) và ít nhất ba quả bom 500 pound (230 kg). Chỉ có 1 chiếc SBD bị pháo phòng không Nhật bắn rơi.
Vào phút cuối cùng, một tốp ba máy bay ném bom do chỉ huy phi đội Richard Best dẫn đầu, suy luận rằng Kaga đã bị hư hại nặng, đã tách khỏi đội hình VB-6 và đồng loạt bổ nhào xuống Akagi. Lúc khoảng 10 giờ 26 phút, họ đánh trúng mục tiêu một quả bom 1.000 pound (450 kg) và suýt trúng hai quả khác.
Cả Akagi và Kaga bị trúng bom và bốc cháy dữ dội. Một lúc sau, phi đội 17 chiếc máy bay ném bom bổ nhào SBD Dauntless từ tàu Yorktown do Leslie chỉ huy đã nhận ra khói bốc lên từ chân trời nên quay về hướng tây bắc. Qua đám mây họ trông thấy tàu Hiryu và Soryu, họ liền đẩy tốc độ bổ nhào xuống tấn công chiếc Soryu. Họ đã đánh trúng 3 quả bom vào chiếc Soryu, khiến nó bốc cháy dữ dội.
Như vậy, trong khoảng 6 phút, hai phi đội bổ nhào đã làm cho ba tàu sân bay Nhật bốc cháy. Akagi chỉ trúng một quả bom, lúc bình thường thì nó sẽ không bị hư hại quá nặng, nhưng điều tai hại là sàn tàu của nó khi đó đang chứa đầy bom và ngư lôi. Tàu Soryu thì trúng ba quả bom, Kaga trúng bốn hay nhiều hơn, các thủy thủ nói rằng họ không thể đếm chính xác. Các tàu sân bay Nhật bị trúng bom đúng lúc chúng đang ở tình trạng dễ tổn thương nhất, đó là khi các tàu này đang chất đầy vũ khí trong khoang chứa máy bay và tiếp đầy xăng lên các máy bay nhằm chuẩn bị cho cuộc không kích nhắm vào các tàu sân bay Mỹ. Do đó khi trúng bom, các đám cháy đã bùng phát do xăng máy bay chảy tràn trên sàn chứa máy bay, kích nổ hàng loạt những quả bom và ngư lôi đang trải khắp sàn tàu, khiến việc chữa cháy và kiểm soát thiệt hại là không thể thực hiện được. Cả ba tàu bị loại khỏi vòng chiến và sau đó thì chìm hẳn.

### Những cuộc phản công của Nhật Bản

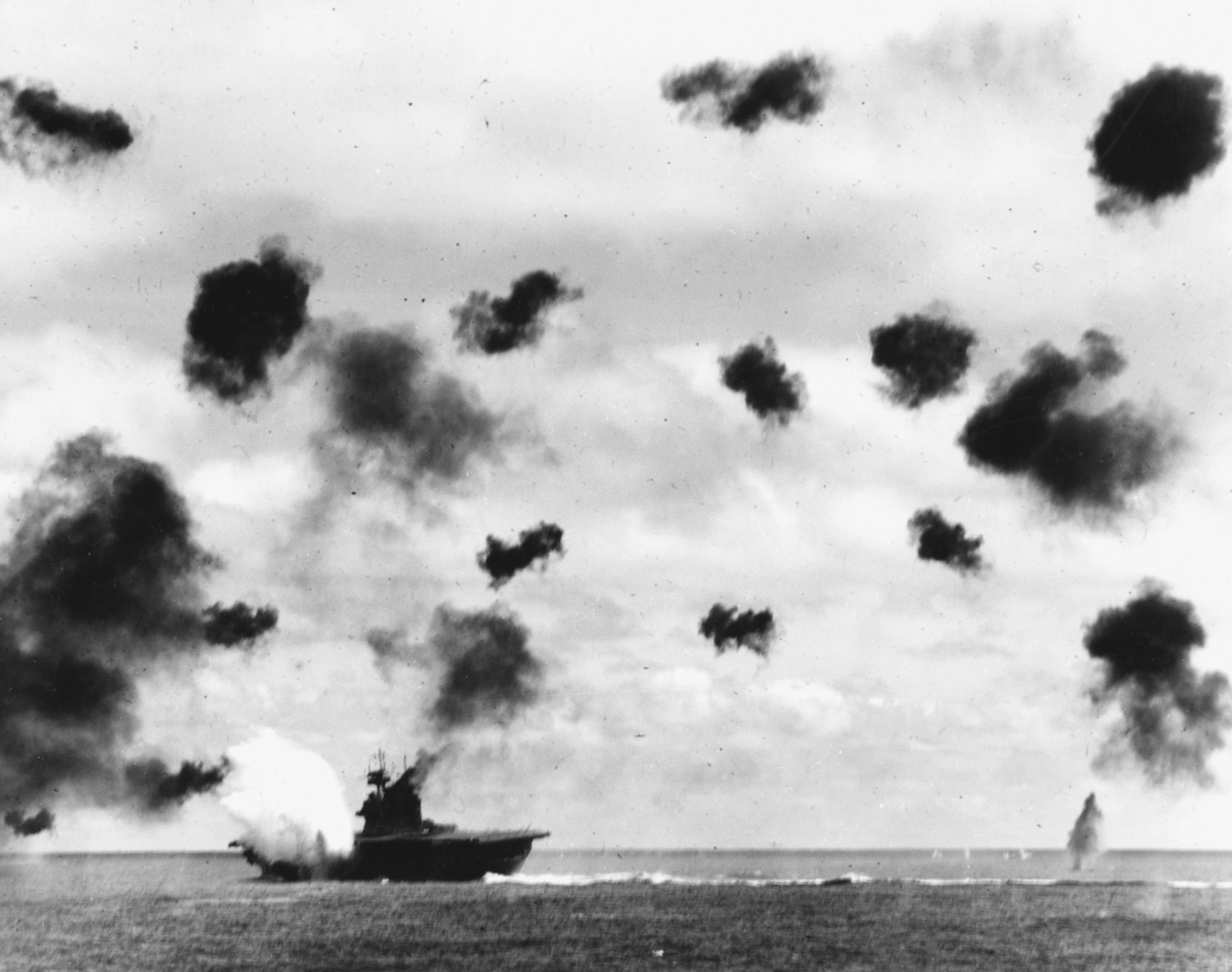
USS Yorktown bị đánh trúng bởi một ngư lôi phóng từ trên không

Hiryu, lúc bấy giờ là hàng không mẫu hạm còn sống sót duy nhất của Nhật, không để phí thời gian trong việc phản công. Lúc 10:40 sáng, 6 chiến đấu cơ và 18 máy bay ném bom bổ nhào đã rời tàu Hiryu để tấn công tàu sân bay địch.
Đợt tấn công đầu tiên của các máy bay ném bom bổ nhào đã đánh trúng 3 quả bom, gây thiệt hại nặng cho Yorktown. 13 máy bay ném bom bổ nhào của Nhật Bản và 3 máy bay tiêm kích hộ tống đã bị mất trong cuộc tấn công này.
Tuy nhiên Yorktown được sửa chữa lại rất nhanh đến nỗi đợt tấn công thứ hai gồm 6 chiếc Zero và 10 máy bay ném ngư lôi B5N cứ lầm tưởng nó là một mẫu hạm còn nguyên vẹn. 10 máy bay phóng ngư lôi Nakajima B5N xông đến Yorktown, đánh trúng 2 ngư lôi. 5 máy bay ném ngư lôi và hai máy bay Zero đã bị Mỹ bắn hạ trong cuộc tấn công này.
Tin tức về hai cuộc tấn công, với các báo cáo nhầm lẫn rằng mỗi cuộc tấn công đã đánh chìm một tàu sân bay Mỹ, đã cải thiện đáng kể tinh thần của Nhật Bản. Một số máy bay còn sống sót đã hạ cánh trên tàu Hiryū. Mặc dù tổn thất nặng nề và Nhật chỉ còn 41 máy bay trên chiếc Hiryu, đô đốc Yamaguchi tin rằng họ còn đủ máy bay để thực hiện một cuộc tấn công chống lại tàu sân bay duy nhất còn lại của Mỹ. Tuy nhiên đô đốc Nagumo từ chối tung ra cuộc tấn công thứ 3 và ra lệnh toàn hạm đội rút lui về phía Tây. Thực ra, cả hai đợt tấn công đều đánh vào tàu Yorktown của Hoa Kỳ, và nó vẫn chưa chìm. Tuy nó không thể tham dự vào trận chiến được nữa nhưng Lực lượng Đặc nhiệm 16 thoát được mà không bị sứt mẻ. Yorktown sau cùng bị chìm vì trúng ngư lôi từ tàu ngầm Nhật trong lúc được cứu hộ vào ngày 7 tháng 6. Loạt ngư lôi đó cũng đánh chìm USS Hammann, là khu trục hạm được lệnh ở lại trợ giúp cho Yorktown.
Khi các máy bay thám thính của Hoa Kỳ tìm thấy Hiryu của Nhật sau đó thì đến chiều cùng ngày, 42 máy bay ném bom bổ nhào từ Enterprise và Hornet của Hoa Kỳ tung ra một đòn tấn công cuối cùng vào xế tối chống mẫu hạm cuối cùng của Nhật. Mặc dù Hiryū được bảo vệ bởi một lớp phòng thủ mạnh gồm 13 máy bay chiến đấu Zero, cuộc tấn công của Mỹ đã thành công: bốn quả bom (có thể là năm) đánh trúng Hiryū, khiến nó bốc cháy dữ dội và mất khả năng chiến đấu. Lực lượng Mỹ bị bắn rơi 3 máy bay trong cuộc tấn công này.
Khi màn đêm rơi xuống, cả hai cùng kiểm tra thiệt hại và hoạch định hành động kế tiếp. Đô đốc Spruance lúc này làm tư lệnh chiến thuật các lực lượng Hoa Kỳ khi Đô đốc Fletcher bắt buộc phải bỏ lại chiếc Yorktown. Spruance biết rằng ông phải đạt được một chiến thắng oanh liệt nhất nhưng ông vẫn không biết chắc được thực lực của Nhật còn trong tay, và quyết định phòng vệ đảo và cả các mẫu hạm của ông. Cuối cùng, ông quyết định bỏ phía đông chiều tối hôm đó vì sợ đâm đầu vào một trận đánh ban đêm với lực lượng nổi hùng hậu hơn của Nhật có thể vẫn còn trong vùng. Trong những giờ đầu tiên của buổi sáng, ông quay về phía tây để sẵn sàng bảo vệ Midway nếu một cuộc tấn công khởi sự vào buổi sáng.
Về phần mình, Yamamoto lúc đầu quyết định tiếp tục nỗ lực và đưa các lực lượng nổi còn lại của mình tìm kiếm các mẫu hạm của Hoa Kỳ về hướng đông. Ngay lập tức, một lực lượng tuần dương hạm tấn công được đưa đến pháo kích vào đảo đêm đó. Dần dần khi đêm xuống nhưng không thấy bóng dáng người Mỹ đâu, lúc 02:30 Yamamoto ra lệnh cho các lượng của ông rút về hướng tây.
Trong khi rút lui với một hàng các phương tiện quá gần nhau vào ban đêm, lực lượng pháo hạm Nhật chịu đựng một cuộc thử lửa. Sự xuất hiện của tàu ngầm Hoa Kỳ Tambor bắt buộc các tuần dương hạm trong đội hình phải nhanh chóng tách ra. Tuần dương hạm Nhật Mogami đã không đổi hướng kịp thời và đâm vào chiếc Mikuma. Hai ngày sau, đầu tiên là máy bay từ Midway, rồi từ các mẫu hạm của Đô đốc Spruance tung ra đòn tấn công nhắm vào lực lượng đang rút lui của Nhật. Mikuma cuối cùng bị đánh đắm trong khi Mogami chống cự các máy bay ném bom thành công và chạy thoát về căn cứ Nhật.

## Kết cục

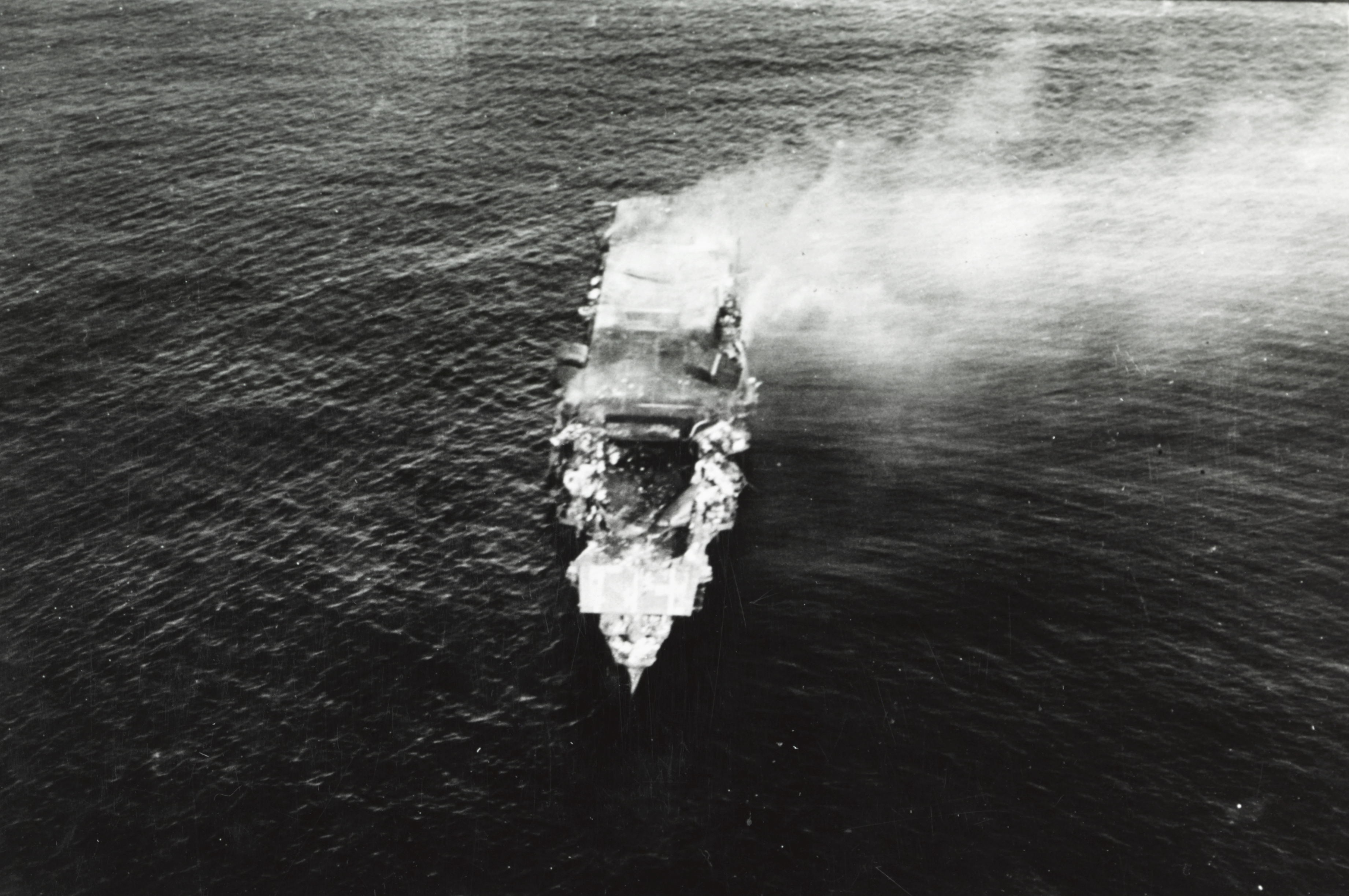
Một hình ảnh hiếm về một hàng không mẫu hạm Nhật đang chìm, trong ảnh này là Hiryu.

Sau khi ghi được chiến thắng rõ ràng, lực lượng Hoa Kỳ rút lui.
Vào thời điểm trận chiến kết thúc, 3.057 người Nhật đã chết. Thương vong trên bốn tàu sân bay là: Akagi - 267; Kaga - 811; Hiryū - 392; Soryū - 711; tổng cộng 2.181. Tàu tuần dương hạng nặng Mikuma bị chìm - 700 chết và Mogami bị hư hỏng nặng - 92 chết. Ngoài ra, khu trục hạm Arashio bị ném bom - 35 chết, khu trục hạm Asashio bị máy bay bắn phá - 21 chết. Số người chết trên các tàu khác: tàu tuần dương Chikuma (3) và Tone (2), tàu khu trục Tanikaze (11), Arashi (1), Kazagumo (1) và tàu chở dầu Akebono Maru (10).
Việc Nhật Bản mất 4 hàng không mẫu hạm (Kaga, Akagi, Soryu, và Hiryu) cùng một số lớn các tổ lái được huấn luyện kỹ lưỡng đã chặn đứng sự bành trướng của họ trên vùng Thái Bình Dương. Hải quân Nhật đã mất 40% lực lượng tàu sân bay, họ chỉ còn 2 hàng không mẫu hạm cỡ lớn là Zuikaku và Shokaku có thể huy động cho các hoạt động tấn công, cùng 2 hàng không mẫu hạm lớn khác đang chạy thử máy. Các mẫu hạm còn lại là Ryūjō, Junyo và Hiyo đều là mẫu hạm nhẹ với đường băng nhỏ, chúng không có khả năng tác chiến mạnh như các hàng không mẫu hạm cỡ lớn. Thất bại nặng nề của người Nhật xảy ra sau nửa năm khai chiến với Hoa Kỳ. Khoảng thời gian này là gần như chính xác với dự đoán của Đô đốc Yamamoto Isoroku về quãng thời gian nước Nhật có ưu thế trước khi người Mỹ giành quyền chủ động.
Một nguyên nhân quan trọng khiến Nhật thất bại trong trận này là do thiếu sót về công nghệ: các tàu chiến Nhật khi đó chưa được trang bị ra-đa nên không phát hiện được máy bay Mỹ từ xa (phải tới cuối năm 1942 thì chiếc Shokaku mới là chiếc tàu sân bay đầu tiên của Nhật được trang bị radar). Radar thời đó đủ phát hiện máy bay địch từ xa 100 km, hạm đội sẽ có 15 phút để điều động máy bay đánh chặn, các thủy thủ cũng sẽ có thời gian để thực hiện các biện pháp hạn chế thiệt hại như khóa các ống dẫn nhiên liệu, cất kín đạn dược, đóng các vách ngăn chống cháy nổ... Tàu chiến Nhật quan sát bằng ống nhòm nên chỉ có thể phát hiện máy bay địch ở cự ly 10–20 km, lúc đó thì chỉ còn khoảng 2 phút để chuẩn bị chống đỡ. Do vậy, khi bị máy bay Mỹ tấn công liên tiếp từ nhiều phía, hạm đội Nhật lâm vào thế bị động, đến đợt tấn công thứ 4 thì chỉ huy Nhật đã không kịp điều động tiêm kích đánh chặn máy bay địch, khiến 3 tàu sân bay Nhật bị tấn công dễ dàng do không có máy bay tiêm kích bảo vệ. Vì chỉ có 2 phút nên các thủy thủ Nhật cũng không kịp thực hiện các biện pháp hạn chế thiệt hại, khiến các tàu sân bay Nhật bị tấn công đúng vào lúc khoang chứa máy bay đang chất đầy bom đạn và xăng dầu, kết quả là cả 3 tàu sân bay Nhật đều không thể chữa cháy được và đã chìm (để so sánh, chiếc USS Yorktown trúng 3 quả bom nhưng vẫn chưa chìm do thủy thủ Mỹ đã kịp triển khai biện pháp hạn chế thiệt hại, trong khi chiếc Akagi của Nhật lại chìm dù chỉ trúng 1 quả bom).
Trong trận đánh nào bên chiến thắng cũng cần có yếu tố may mắn. Ở Midway, hàng loạt các may mắn ngẫu nhiên đã giúp Mỹ chiến thắng: phi đội ném bom Mỹ tình cờ tìm thấy hạm đội Nhật đúng lúc họ sắp hết nhiên liệu và định quay về, đúng lúc các tiêm kích Nhật đang bận đối phó với 1 phi đội Mỹ khác, và cũng đúng lúc các tàu sân bay Nhật dễ bị tổn thương nhất (khi đó các máy bay Nhật đang nạp nhiên liệu và thay vũ khí để chuẩn bị xuất kích trong 15 phút nữa, nên chỉ cần trúng 1 quả bom cũng đủ gây ra kích nổ dây chuyền phá hủy cả con tàu). Chỉ trong 15 phút định mệnh đó, 3 sự may mắn đã liên tiếp đến với phi đội Mỹ. Nếu không có 3 may mắn liên tiếp này, phi đội Mỹ sẽ không thể đánh trúng (hoặc đánh trúng nhưng chỉ gây hư hại nặng chứ không thể làm chìm) tới 3 tàu sân bay cỡ lớn của Nhật.
Một sự xui xẻo khác cho Nhật diễn ra vào trước đó: việc máy bay trinh sát trên tàu tuần dương Tone bị trục trặc cũng đã làm chậm đòn tấn công của Nhật mất 30 phút, nếu không có sự vận xui này thì các tàu sân bay Nhật đã kịp tung ra đòn tấn công trước khi máy bay Mỹ làm gì được họ.
Trong chiến tranh có thời điểm dành cho sự thận trọng, có thời điểm dành cho sự táo bạo. Đô đốc Yamamoto lập kế hoạch chiến dịch Midway quá bất cẩn khi bố trí các lực lượng Nhật cách xa nhau, khiến họ không thể yểm trợ cho nhau. Trong khi đó, Đô đốc Nagumo lại thi triển nó quá thận trọng. Đô đốc Nagumo đã vi phạm kế hoạch của Yamamoto (dự trữ một nửa số máy bay để sẵn sàng đánh tàu chiến Mỹ bất cứ lúc nào) khi ra lệnh tháo ngư lôi khỏi máy bay để chuyển sang gắn bom, rồi khi phát hiện ra hạm đội Mỹ thì ông lại quyết định chờ các máy bay tấn công đảo Midway quay trở về rồi mới tấn công. Nếu Nagumo không ra lệnh tháo ngư lôi, hoặc nếu ông ta nghe theo đề nghị của đô đốc Yamaguchi (ra lệnh tung máy bay tấn công ngay khi nhận được thông báo về vị trí của hạm đội Mỹ) thì với hơn 110 máy bay được tung ra, quân Nhật sẽ gây cho hạm đội Mỹ những thiệt hại nặng hơn rất nhiều, thậm chí 110 máy bay đó hoàn toàn có đủ khả năng tiêu diệt cả 3 tàu sân bay Mỹ cùng nhiều tàu tuần dương, tàu khu trục hộ tống, và khi đó Nhật Bản mới là bên chiến thắng. Vậy là chỉ vì 1 mệnh lệnh do dự của Nagumo mà quân Nhật đang từ thế thắng lại chuyển sang thua.
Với việc Nhật Bản bị mất 4 tàu sân bay cỡ lớn, Hải quân Hoa Kỳ giờ đã cân bằng lực lượng với đối phương trong phương diện về hàng không mẫu hạm và đang vươn móng vuốt của nó về phía trước, Hoa Kỳ bắt đầu có thể vào thế công kích lần đầu tiên trong cuộc chiến. Sau đó không lâu Hoa Kỳ xâm chiếm Guadalcanal, mở đầu cuộc chiến quần thảo hao mòn tại Quần đảo Solomon và cuối cùng đã đánh tan hải quân và các đơn vị không quân thiện chiến của Nhật vào cuối năm 1944.

## Ảnh hưởng của trận chiến
Đánh giá ảnh hưởng của cuộc chiến đòi hỏi phân tích thật cẩn trọng. Mặc dù trận Midway thường được gọi là một thắng lợi quyết định của Hoa Kỳ, "bước ngoặt của chiến trường Thái Bình Dương", nhưng rõ ràng là Hoa Kỳ chưa thể thắng cuộc chiến Thái Bình Dương trong vòng một đêm. Hải quân Nhật Bản tiếp tục chiến đấu gan lì, và phải mất nhiều tháng trước khi Hoa Kỳ xoay trở từ trạng thái cân bằng hải lực sang trạng thái chiếm ưu thế. Cho dù không có sự khác biệt to lớn về lực lượng giữa hai bên tham chiến, đặt giả thiết là Hoa Kỳ đã thua trận chiến này, Nhật Bản cuối cùng vẫn sẽ thua Hoa Kỳ trên mặt trận Thái Bình Dương. Như thế, Midway không phải là trận chiến "quyết định" trong cùng ý nghĩa như trận Salamis hay trận Trafalgar. Tuy nhiên, chiến thắng ở Midway đưa Hoa Kỳ vào thế chủ động, gây thiệt hại nặng cho lực lượng Nhật khiến nó không thể hồi phục lại được và rút ngắn chiến cuộc tại Thái Bình Dương.
Chỉ hai tháng sau trận Midway, nhận ra sự bất ổn của phía Nhật, người Mỹ tấn công Guadalcanal; nếu không có thắng lợi ở Midway, người Mỹ không thể sớm tấn công như thế hoặc có thì cũng không thành công như đã đạt được ở Guadalcanal. Bảo đảm được tuyến hậu cần đi tới Úc và Ấn Độ Dương trong thời gian đó, cùng với việc tiêu hao lực lượng Nhật trong chiến dịch Guadalcanal, đã có những ảnh hưởng sâu rộng đến tiến trình chiến tranh. Tác động của việc này đến rút ngắn thời gian cuộc chiến thì vẫn còn bàn cãi, mặc dù lực lượng tàu ngầm của Hạm đội Thái Bình Dương đã khiến nền kinh tế Nhật Bản đi đến chỗ đình trệ vào tháng 1 năm 1945.
Trong khi trận Midway chưa chứng tỏ là không quân của Hải quân Nhật hoàn toàn bị tiêu diệt, nó lại là một đòn chí tử. Chương trình huấn luyện phi công của Nhật trước chiến tranh đào tạo ra các phi công với phẩm chất rất cao nhưng với số lượng ít. Nhóm nhỏ các phi công tài giỏi này là những chiến binh dày dạn trong chiến đấu. Tại Midway, Nhật Bản mất nhiều các phi công thiện chiến chỉ trong một ngày mà chương trình huấn luyện phải đào tạo trong một năm. Trong các trận chiến sau này quanh Guadalcanal vào cuối năm 1942 như trận chiến Đông Solomon và trận chiến quần đảo Santa Cruz, không quân của Hải quân Nhật không gượng dậy được bởi bị tiêu hao phi công, cho dù tổn thất của hai bên là khá tương đương. Các nhà hoạch định chiến lược của Nhật đã sai lầm trong dự đoán một cuộc chiến tranh lâu dài và không ngừng nghỉ. Kết quả là nước Nhật đã không bổ sung, bù đắp đủ cho những thiệt hại về tàu bè, phi công và thủy thủ. Mặc dù chương trình huấn luyện của Nhật trong chiến tranh có đào tạo thêm phi công nhưng họ không được huấn luyện thích đáng khi chiến tranh kéo dài, và sự mất cân đối này trở nên tồi tệ hơn khi các máy bay chiến đấu thế hệ sau của Hoa Kỳ tỏ rõ ưu việt trước máy bay của Nhật Bản. Khoảng giữa năm 1943, những thiệt hại ở Midway và quần đảo Solomons đã làm kiệt quệ lực lượng không quân của hạm đội Nhật. Tệ hơn nữa, thói quen của quân đội Nhật là vẫn giữ các phi công điêu luyện ở lại chiến đấu đã làm suy yếu năng lực huấn luyện đội ngũ phi công mới. Trái lại, Hải quân Mỹ điều các phi công xuất sắc của họ trở về các căn cứ huấn luyện để truyền thụ, nhân rộng các kỹ năng đánh bại người Nhật
Mất 4 hàng không mẫu hạm cỡ lớn là một tổn thất nặng nề của hạm đội Nhật Bản. Nước Nhật đã không thể bổ sung đủ 4 chiếc khác mãi cho đến cuối năm 1944. Sau trận chiến, Shōkaku và Zuikaku là những tàu sân bay lớn duy nhất của lực lượng tấn công Trân Châu Cảng ban đầu vẫn còn hoạt động. Trong số 18 tàu sân bay được chế tạo của Nhật Bản kể từ tháng 12/1941 cho tới đầu năm 1945, tàu Taihō được đưa vào hoạt động đầu năm 1944, và tàu Shinano hoạt động vào cuối năm 1944, sẽ là 2 tàu sân bay duy nhất có cùng khả năng và kích thước với Shōkaku và Zuikaku; Ryūjō và Zuihō là những tàu sân bay hạng nhẹ, trong khi Jun'yō và Hiyou, mặc dù được phân loại kỹ thuật là tàu sân bay cỡ lớn nhưng thực ra chúng nhỏ hơn và mang được ít máy bay hơn so với Shokaku. Trong cùng giai đoạn đó, Hải quân Hoa Kỳ đã đưa vào phục vụ 20 tàu sân bay cỡ lớn và khoảng 90 tàu sân bay hạng nhẹ/tàu sân bay hộ tống. Như vậy, trận Midway đã gây thiệt hại lâu dài cho lực lượng tấn công của Hải quân Nhật Bản, và rút ngắn khoảng thời gian mà lực lượng hải quân Nhật có thể chiến đấu trong những điều kiện có lợi. Việc mất năng lực chiến đấu ở giai đoạn sống còn này là một tai họa cho Đế quốc Nhật Bản. Họ đã có thể tiến hành những chiến dịch quy mô hơn và có lẽ là thành công hơn, để chống lại những chiến dịch phản công của Hoa Kỳ.

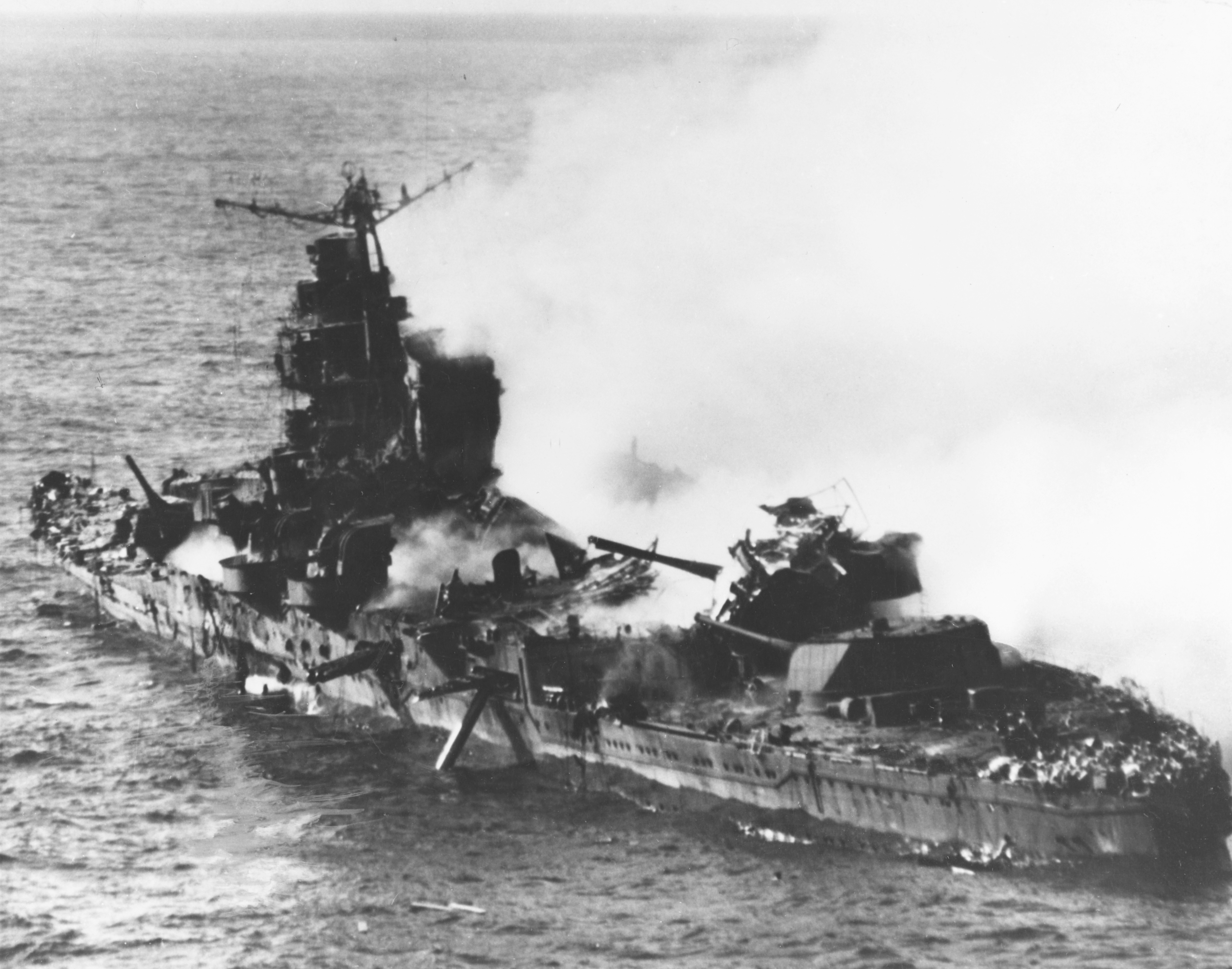
Tàu tuần dương Mikuma ngay trước khi chìm.

Tầm quan trọng của trận Midway cũng có thể được đánh giá bằng cách nghiên cứu ngược lại thực tế, với giả định rằng các mẫu hạm của Hoa Kỳ bị tiêu diệt, dù đây chỉ là chuyện giả thiết. Bằng phân tích thì thấy rõ là sự bại trận của Hoa Kỳ tại Midway sẽ có thể kéo dài cuộc chiến tại Thái Bình Dương. Nó làm chậm sự khởi đầu của chiến cuộc hao mòn toàn diện mà cần thiết như cách duy nhất để đem cường quốc công nghiệp hóa hiện đại như Nhật Bản phải chịu quỳ dưới chân mình. Với chỉ 2 hàng không mẫu hạm còn khả năng chiến đấu (chiếc Saratoga và Wasp), nước Mỹ buộc phải ở thế phòng ngự chiến lược cho đến cuối năm 1942. Hải quân Nhật với đội tàu sân bay còn đủ 12 chiếc (gồm 8 chiếc cỡ lớn và 4 chiếc cỡ nhỏ), có thể tiếp tục tiến đến New Hebrides (sát Úc) và cắt đứt liên hệ của Hoa Kỳ với Úc, đồng thời hoàn tất việc xâm chiếm New Guinea. Hơn thế nữa, một thất bại nặng nề ở Midway có thể dẫn đến việc cách chức những tướng lĩnh quan trọng như Nimitz và Spruance. Các chiến dịch tấn công trên Thái Bình Dương sẽ bị trì hoãn đến cuối năm 1943, khi các mẫu hạm thế hệ Essex và Independence có mặt với số lượng thích đáng. Với giả định này, việc đánh bại Nhật sẽ phải kéo dài hơn, ít nhất là thêm 1 năm.
Cũng giả thiết như thế, nếu Hoa Kỳ thua trận, việc phân phối lại những nguồn nhân lực và vật chất cho hải và không quân Hoa Kỳ có thể bị trì hoãn trong các cuộc hành quân đổ bộ tại Bắc Phi, Địa Trung Hải, và có thể là Normandy. Một cuộc chiến lâu hơn ở Thái Bình Dương cũng nêu lên câu hỏi về vai trò của Liên Xô trong việc buộc Nhật đầu hàng: nếu quân Mỹ không thể đánh bại Nhật vào tháng 8/1945 thì chiến dịch Mãn Châu của Liên Xô sẽ dẫn tới kết cục là Hồng quân giải phóng toàn bộ vùng Đông Bắc Á khỏi tay Nhật, thậm chí Liên Xô còn có thể đánh tiếp xuống phía nam để kiểm soát toàn bộ miền đông Trung Quốc (khi đó đang bị Nhật chiếm đóng), và không rõ liệu quân Liên Xô có cùng quân Mỹ đổ bộ và kiểm soát một nửa nước Nhật (giống như thực tế đã xảy ra ở nước Đức và bán đảo Triều Tiên) hay không.

## Khám phá
Vào ngày 19 tháng 5 năm 1998, Robert Ballard và một nhóm các nhà khoa học và cựu binh Midway (có cả sự tham gia của một số người Nhật) đã thành công trong việc định vị và chụp ảnh USS Yorktown. Chiếc tàu trông còn khá nguyên vẹn; còn nhiều thiết bị ban đầu, và thậm chí lớp sơn nguyên thủy của tàu vẫn còn nhìn rõ.

## Các bộ phim
| Năm  | Tên phim         | Thông tin |
| ---- | ---------------- | --- |
| 1942 | Battle of Midway | Bộ phim đầu tiên nói về cuộc chiến được đạo diễn lừng danh là John Ford quay. Ông đã ghi lại được thước phim màu sống động của trận chiến thật |
| 1976 | Midway           | Do Jack Smight đạo diễn, mô tả các sự kiện xảy ra khá trung thực (ngoại trừ các cảnh lãng mạn vớ vẩn, sự hiện diện của các máy bay F4U Corsair mà lúc đó chưa từng hoạt động trong trận chiến đó và việc thăng chức Rochefort lên sĩ quan Tình báo Hạm đội).                                                                                |
| 2019 | Midway           | Do Roland Emmerich đạo diễn, được sản xuất bởi AGC Studios với kinh phí xấp xỉ 100 triệu USD. Nguồn vốn đến từ nhiều đơn vị khác nhau. Trong đó, CAA Media Finance và Bona Film Group(Trung Quốc) đã đóng góp khoảng 60 triệu USD. Phim có sự tham gia diễn xuất của Patrick Wilson, Woody Harrelson, Mandy Moore, Ed Skrein và Nick Jonas. |

### Trích dẫn
1. 1 2 3  Theodore Ropp, War in the Modern World, trang 369
2. ↑  Parshall & Tully, trang. 90-91
3. ↑  "The Battle of Midway". Office of Naval Intelligence.
4. ↑  Parshall and Tully, Shattered Sword, trang.524.
5. ↑  Parshall & Tully 2005, tr. 114, 365, 377–380, 476
6. ↑  Parshall & Tully, Shattered Sword, các trang. 31–32.
7. 1 2 3 4 5 6 7 8  "Vì sao người Mỹ thắng trận Midway?".
8. ↑  Cressman 1990, tr. 103
9. ↑  ""Mikuma" (Tuần dương hạm, 1934-1942)". Bản gốc lưu trữ ngày 15 tháng 8 năm 2007. Truy cập ngày 7 tháng 4 năm 2006.
10. ↑  Mẫu hạm Shinano hạ thủy ngày 19 tháng 11 năm 1944 là chiếc thứ tư của Nhật hoàn thành trong Thế chiến sau các mẫu hạm Taihō, Unryū và Amagi.
11. ↑  "Phim về chiến tranh Mỹ - Nhật bất ngờ lên ngôi đầu phòng vé". Bản gốc lưu trữ ngày 11 tháng 11 năm 2019.